# Cathédrale Saint-Étienne de Toul
Cette  cathédrale n’est pas la seule cathédrale Saint-Étienne.
La cathédrale Saint-Étienne de Toul est un édifice de style gothique remarquable par sa façade occidentale, chef-d'œuvre du gothique flamboyant, et par son cloître gothique, le deuxième plus grand de ce style en France, et deux chapelles Renaissance. C'est, avec Notre-Dame-de-l'Annonciation de Nancy, l'une des deux cathédrales du diocèse de Nancy-Toul.

## Architecture
Les tours de la façade mesurent 65 m de haut, la nef, 100 m de long pour une hauteur de voûte de 30 mètres (32 mètres avant rehaussement du dallage) et le transept 56 m de large.
Malgré une construction sur plus de trois siècles, l'édifice (hors façade) présente une grande homogénéité de style. Le XIIIe siècle voit l'édification du chœur, du transept, de la dernière travée de la nef et de la première travée de la galerie est du cloître. Un élément remarquable lors de la construction du transept est la création de verrières surmontées de roses qui ouvrent le mur du transept sur la majeure partie de sa hauteur.
Cet effet de mur vitré sera repris à la cathédrale de Metz lors de la création de la façade occidentale, un siècle plus tard ainsi qu'au XVIe lors de la reconstruction du transept tout comme à la basilique Saint-Vincent de Metz.
Au XIVe siècle, les quatre travées suivantes de la nef sont construites. Au XVe siècle, la magnifique façade de style gothique flamboyant est construite ainsi que les deux premières travées de la nef. Au XVIe siècle, deux chapelles Renaissance sont ajoutées à l'avant des collatéraux nord et sud de la nef, la chapelle de Tous-les-Saints, devenue la sépulture de Jean Forget, chapelain et chantre du chapitre des chanoines, et la chapelle des Évêques avec sa voûte plate à caissons, supportée par de simples arcs surbaissés - fermée depuis cinquante ans, en attente de restauration.
La Convention nationale en 1794 impose la destruction des personnages sculptés de la façade (heureusement certains seront sauvés et depuis exposés au Musée de Toul). Un bombardement en 1870 détruit les vitraux Renaissance du chœur. Un bombardement lors de la Seconde Guerre mondiale anéantit la toiture et l'orgue. Une importante campagne de restauration commence dans les années 1980.

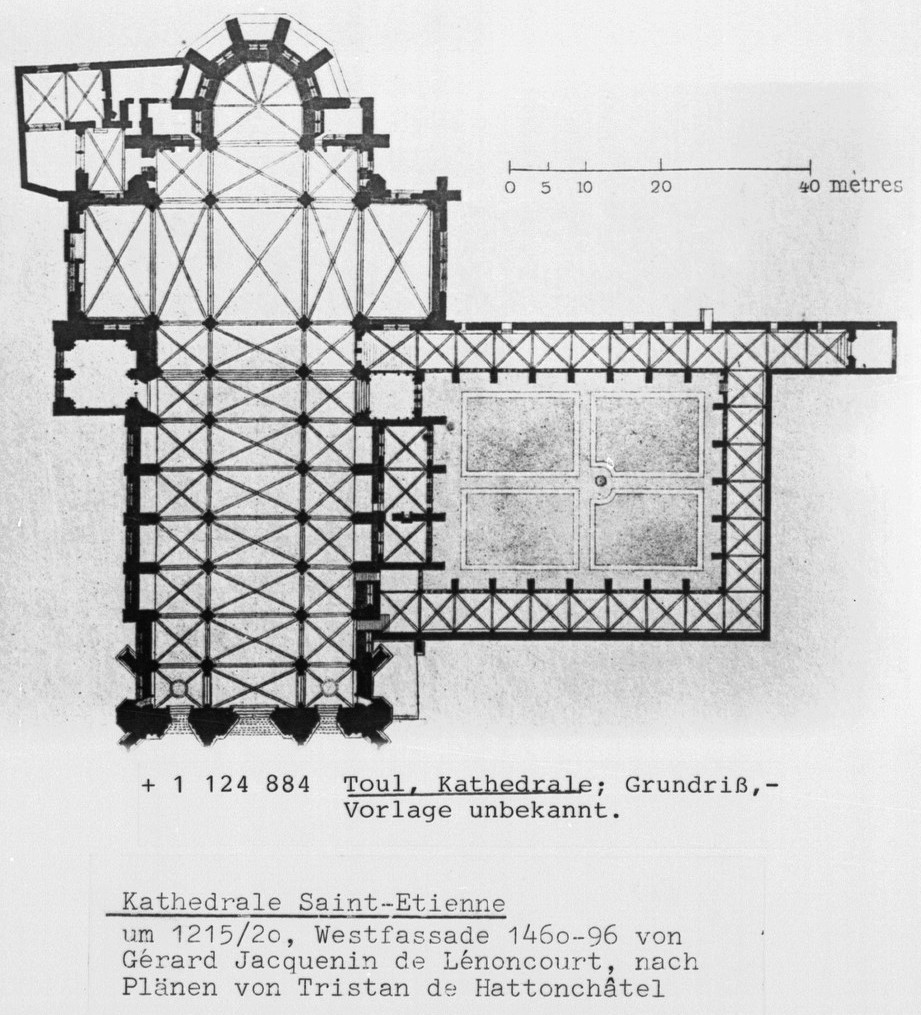
Plan du groupe cathédral au début du XXe siècle.

D'une manière générale la cathédrale est une synthèse de l'influence de la cathédrale de Verdun pour la conception du chœur sur crypte et flanqué de tours et de Reims pour la façade « à la française » dont est également reprise l'idée des tympans vitrés des trois portails.

### Une école touloise
Alain Villes dans son ouvrage sur la cathédrale de Toul définit les prémices d'une école touloise qui crée le modèle gothique du XIIIe siècle qui sera en grande partie repris en terres d'empire notamment via l'église Notre-Dame de Trèves ou l'église des franciscains de Cologne, la collégiale de Wimpfen-im-Tal…

#### Lechevet lorrain

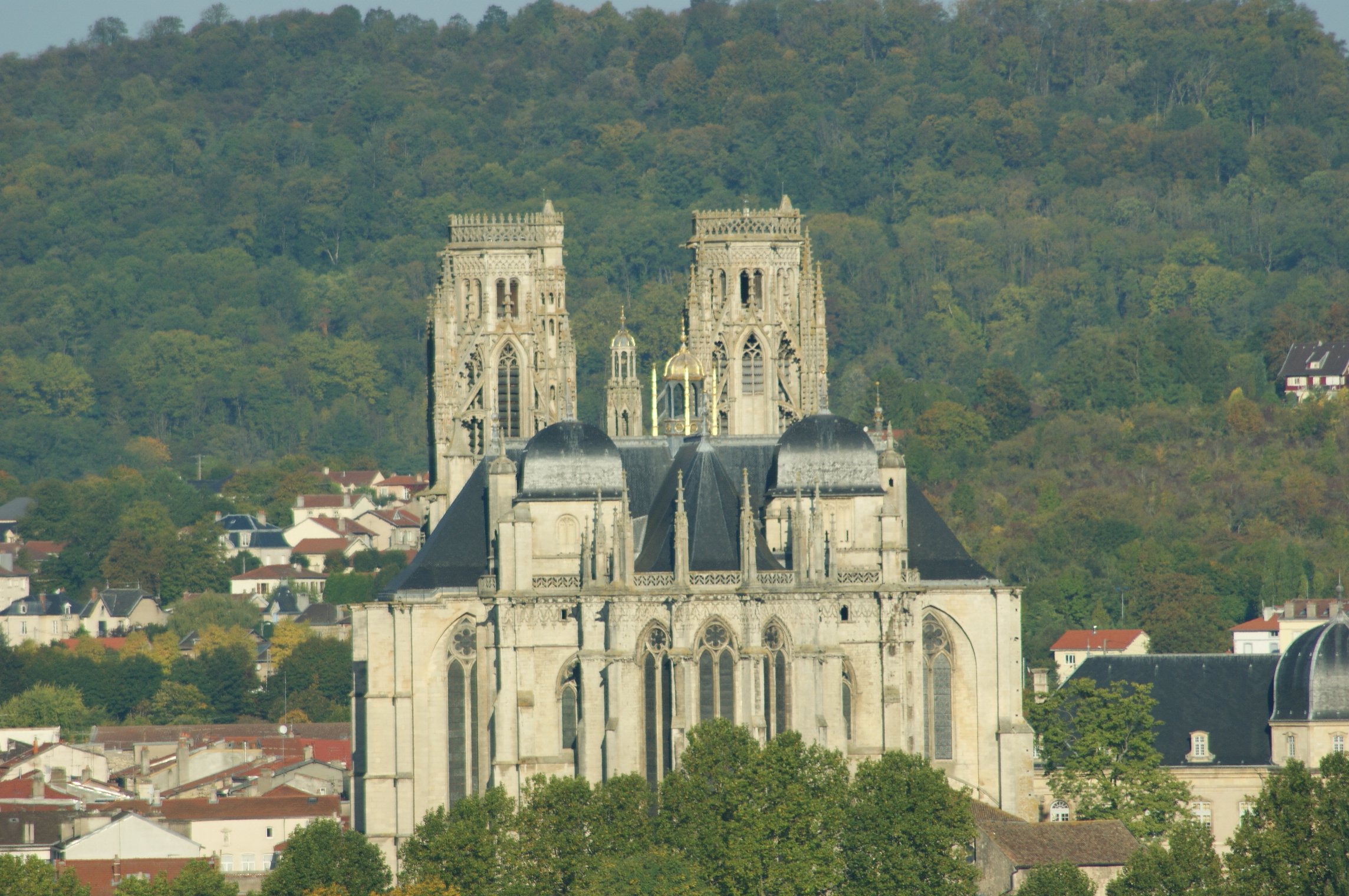
Le chevet harmonique dit « lorrain » de la cathédrale.

Deux tours d'aspect inachevé encadrent le chœur ce qui traduit une influence héritée probablement de la cathédrale romane (l'une des tours s'était effondrée peu après sa construction, mais elles étaient coiffées de flèches ajourées gothiques). On retrouve ce plan roman-rhénan sur d'autres édifices religieux lorrains, champenois et rhénans. Ce type de chevet d'influence rhénane est surnommé « chevet lorrain », dont celui de Toul est l'archétype.

#### D'autres caractéristiques
Une autre influence touloise apparaît lors de l'édification de la vaste façade de style gothique flamboyant.
Si la décoration des tours de la cathédrale est probablement inspirée de celles de l'église Saint-Martin de Pont-à-Mousson, le style des clochers et a définitivement influencé l'architecture de la collégiale Saint-Gengoult de Toul, dont le chantier fut contemporain de la cathédrale ainsi que plus tardivement en l'église Saint-Léon de Nancy de style néo-gothique.
La structure globale de la façade de structure « à la rémoise » mais dans un style flamboyant de la façade de style français, cette façade fera également des émules. L'influence la plus nette se retrouve sur la façade de la basilique de Saint-Nicolas-de-Port, même si les lignes annoncent déjà la Renaissance, tandis que les portails de la basilique Notre-Dame de l'Épine reprennent la structure avec gâble présentant un Christ en Croix au-dessus du portail principal de Toul.

#### Une influence sur l'architecture de la région
La cathédrale de Toul est le premier chantier gothique commencé en terre d'Empire et, de ce fait, a évidemment influencé de nombreux édifices du Saint-Empire, en commençant par la Lorraine et même en Champagne :
- L'abbatiale Saint-Vincent de Metz dont le plan entier est très proche de celui de Toul, quoique de moindre envergure ;
- La collégiale Saint-Gengoult de Toul, dont le chantier fut contemporain de la cathédrale,
- Le chœur de Notre-Dame-la-Ronde (incluse ensuite en la Cathédrale de Metz) suit le plan du chevet de Toul, mais dépourvu de tours cette fois
- Il en est de même pour l'église Sainte-Ségolène de Metz qui reprend globalement le plan de la cathédrale sans les tours du chevet, ou encore la basilique Saint-Maurice d'Épinal. Toutes deux adaptent le modèle des chapelles latérales au chœur et ouvrant sur le transept.
- L'élévation à hautes lancettes, sans déambulatoire est également de règle à l'abbatiale de Wissembourg.

### La chapelle des Évêques
La sublime chapelle des Évêques est une étonnante chapelle Renaissance dont le plafond unique, en voûte plate, ne contient aucune structure de maintien. Depuis la fin de la Seconde Guerre mondiale, la chapelle attend une restauration et sa réouverture au public.

## Histoire
La cathédrale fut probablement construite à l'emplacement d'un temple romain vraisemblablement détruit lors du passage des Huns. Réédifié à plusieurs périodes, l'édifice actuel, en large partie contemporain de la cathédrale de Reims est la sixième cathédrale édifiée à Toul.

### Le groupe cathédral

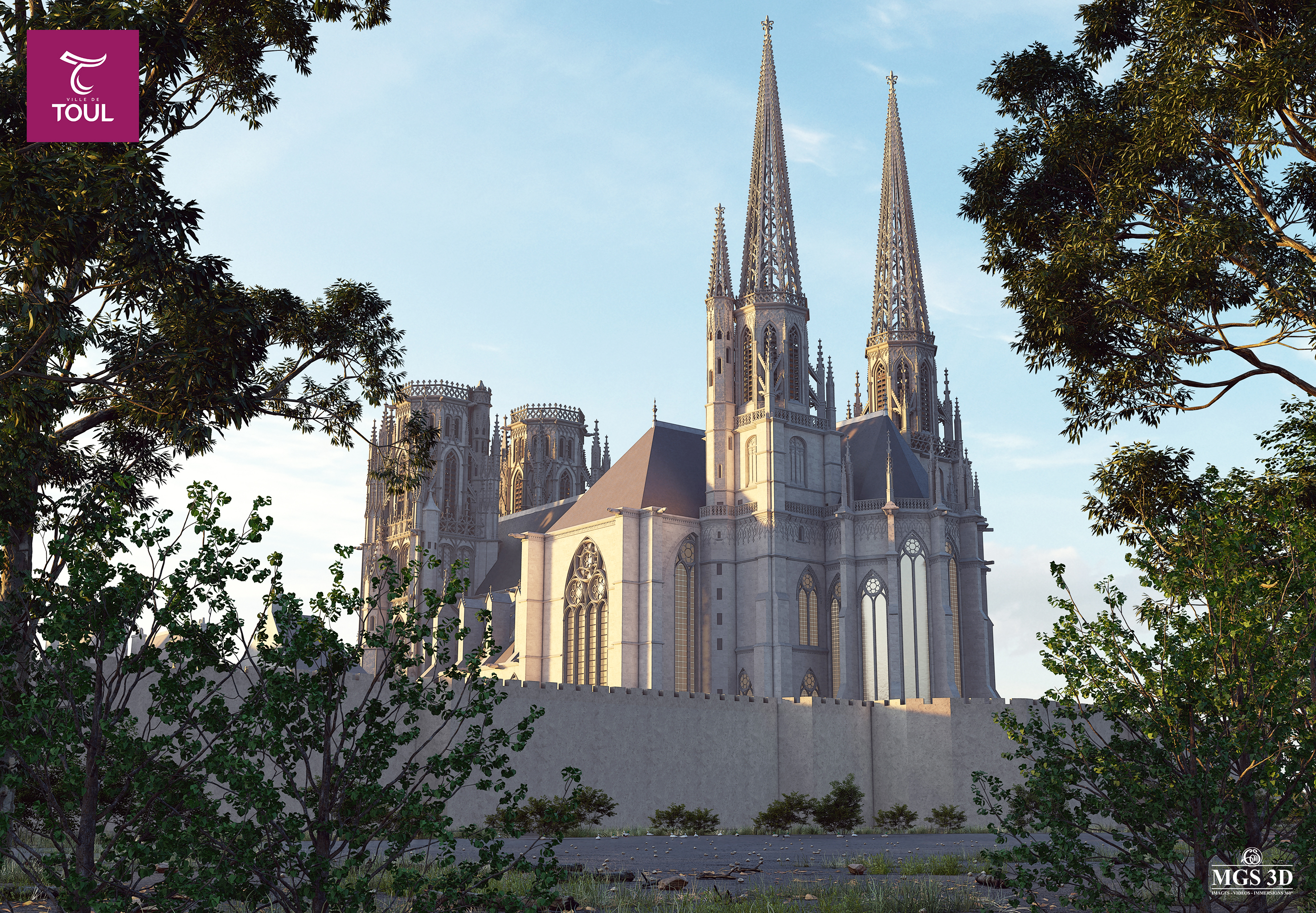
Simulation 3D du chevet de la cathédrale de Toul au XVIe siècle : hypothèse des flèches maçonnées et ajourées.

La première cathédrale, dédiée à saint Étienne et Notre-Dame, est édifiée dans la seconde moitié du Ve siècle. Le groupe épiscopal comprend à l’origine trois églises, l’une consacrée à la Vierge Marie, la deuxième à saint Étienne et la troisième, qui servait de baptistère, à saint Jean-Baptiste.
Édifiée au nord-est de la ville romaine, la cathédrale est encore bordée d'une partie du mur médiéval sur son flanc Nord.

### La cathédrale romane
Entre 963 et 967, l'évêque Gérard de Toul fait entreprendre la construction d'une cathédrale romane sur l'emplacement des trois basiliques du Ve siècle qui ne formeront plus qu'un seul édifice. Aux XIe siècle et XIIe siècle la cathédrale subit diverses reconstructions avec probablement établissement d'un plan roman-rhénan (chœur flanqué de tours...).

### La reconstruction gothique

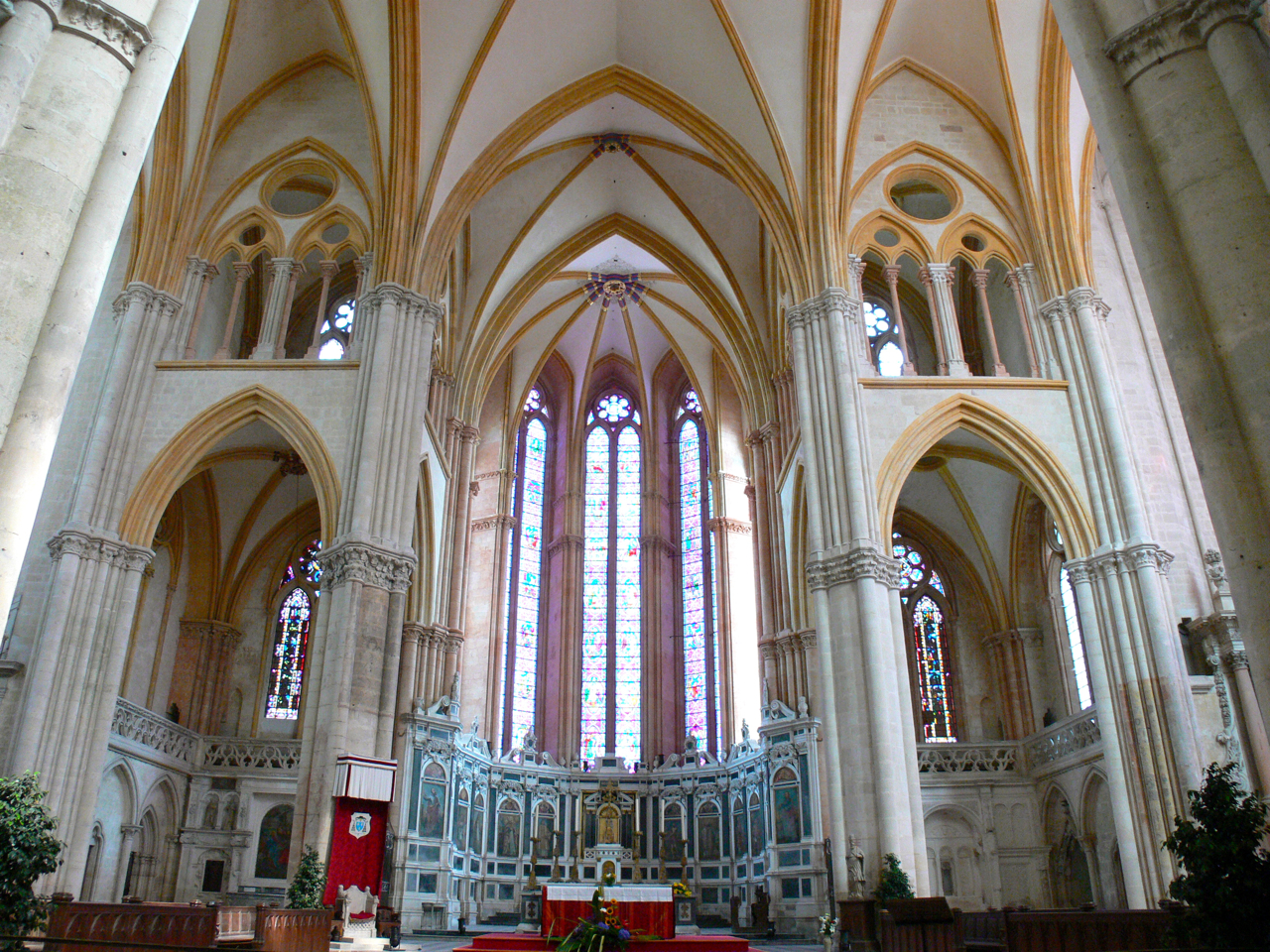
Vue sur le chœur de la cathédrale de Toul (premier tiers du XIIIe siècle) et ses chapelles attenantes.

La construction de l'édifice que nous pouvons contempler actuellement s'étale sur trois siècles. Elle débute probablement avant 1220, avec plusieurs phases de construction plutôt rapides et d'arrêts assez longs liés à la vie de la cité épiscopale, pour finalement s'achever en 1497 par la façade flamboyante, la cathédrale romane étant détruite petit à petit pour laisser place à l'élévation gothique.

#### Le chœur (1210-1235)
Le gros-œuvre du chantier débute par le chœur, flanqué de deux tours de chevet dites « harmoniques », adaptation du plan-type de l’église gothique avec la tradition romane de l'ancien édifice (comme à la cathédrale de Verdun). Ce premier chantier est entrepris rapidement après le début des travaux de reconstruction gothique de la cathédrale de Reims, le chantier de Toul reprend en effet la structure de la chapelle axiale de Reims de manière plus vaste et monumentale. Le chevet de Toul débute donc entre 1207 et 1221, avant ou pendant l'épiscopat de l'évêque Eudes II de Sorcy (1219-1228).
Le chœur est achevé rapidement, dès 1235, et se compose d'un chœur à sept pans encadré de deux tours harmoniques ouvertes en chapelles surmontées de tribunes.

#### Le vaste transept (1275-1297)
La construction du vaste et audacieux transept, dont le volume est remarquable (48 m de longueur sur 16,5 m de largeur avec initialement 32 m sous voûte), ainsi que de la dernière travée de la nef, nécessaire à la stabilité de l'ensemble commence vers 1275 pour s'achever rapidement, vers 1297. Dès l'achèvement du transept, le nouveau chœur des chanoines est mis en place en son centre. En contrebas du transept sont probablement édifiés le portail du cloître et les premières travées attenantes.

#### La nef (1331-1400)

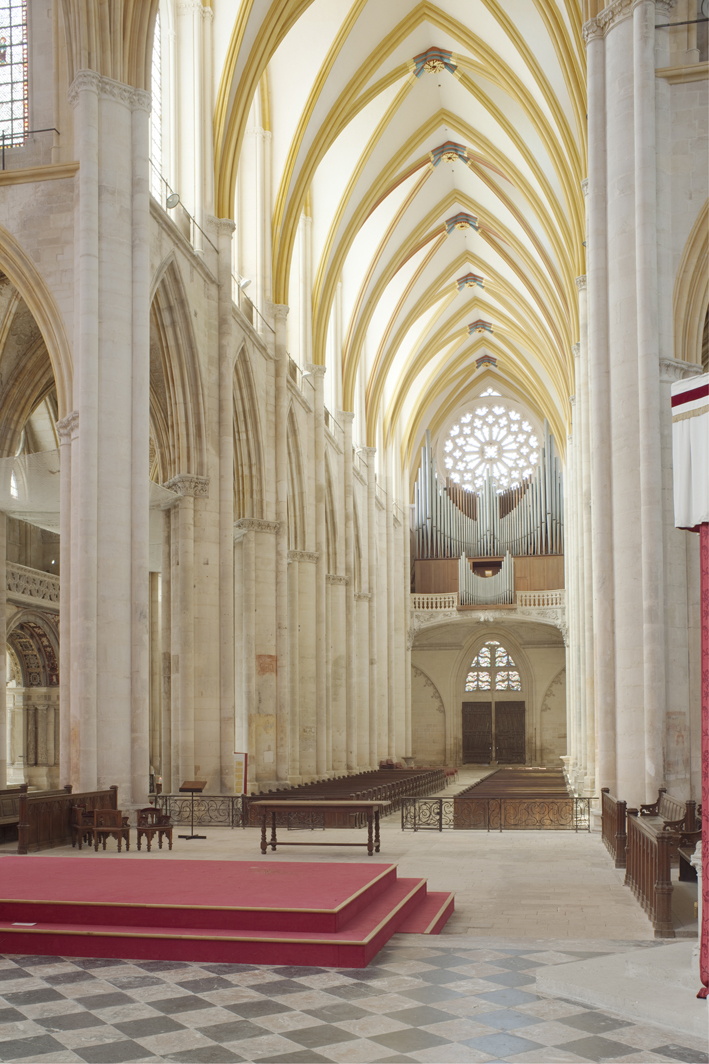
Vue sur la lumineuse nef et le revers de la façade.

Les cinq dernières travées précédentes de la nef sont édifiées de 1331 à 1400, en parallèle avec la destruction progressive de la nef romane. Fait étonnant, le plan établi sur la travée stabilisant le chœur est scrupuleusement respecté durant un siècle, l'unique modification notoire est l'ajout de chapelles ouvrant sur les bas-côtés. Le cloître est également réédifié en style gothique par Pierre Perrat (mort en 1400) d'après le modèle des travées édifiées en contrebas du transept, établissant ainsi l'un des plus vastes cloîtres gothiques de France.
Entre 1400 et 1460, les travaux sont totalement interrompus du fait de la guerre entre le duc de Bourgogne et le duc de Lorraine.

#### L'achèvement flamboyant

##### La façade harmonique (1460-1497)

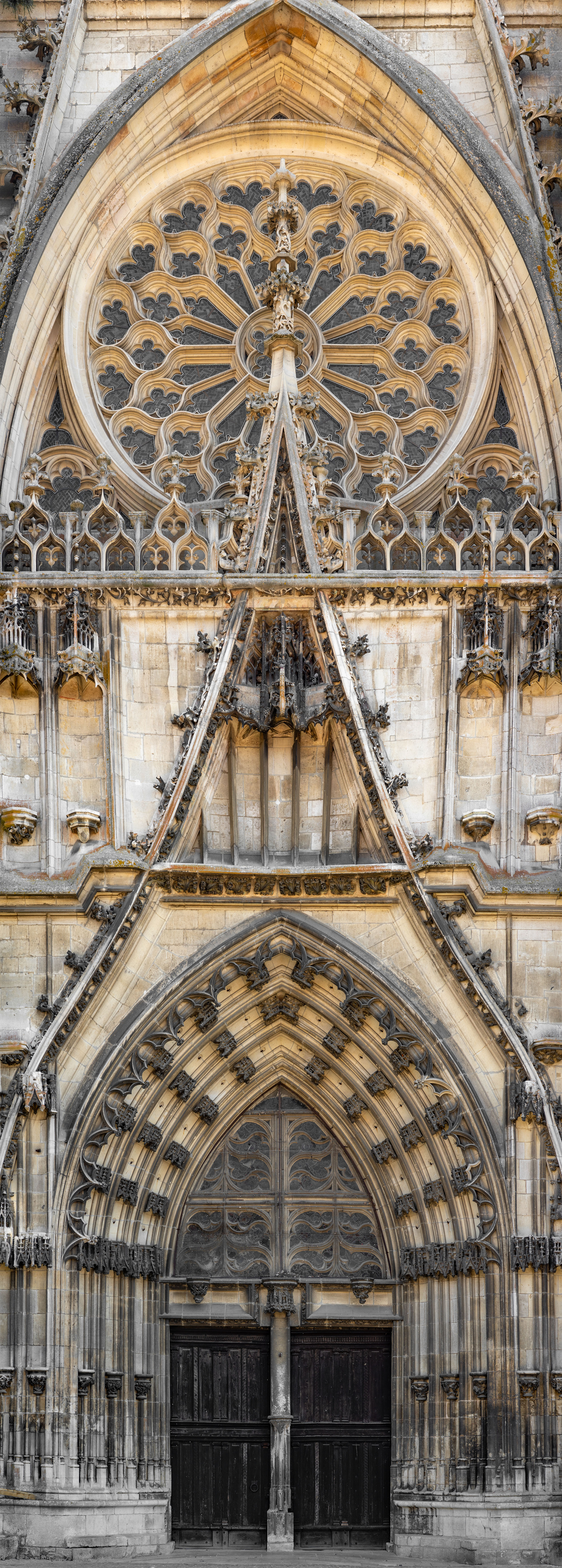
Façade harmonique flamboyante.

En 1460, le chapitre de la cathédrale s'étant adressé au pape et au roi de France, il reçoit du pape Sixte IV un don de 1 000 livres, et du roi Louis XI 1 500 livres qui permettent la reprise des travaux. La construction d'une partie de la façade, jusqu'au niveau de la rosace, et de la première travée de la nef est entreprise par Jacquemin de Lenoncourt. On démolit le massif occidental de la cathédrale romane du XIe siècle. La façade gothique est aux armes de Warry de Dommartin, évêque de Verdun, et de René II de Lorraine.
Les seconde et troisième travées de la nef sont achevées dans le style gothique flamboyant. Suit le raccord entre la façade construite à partir de 1460 et la quatrième travée de la nef achevée à la fin du XIVe siècle. Le 9 mars, le chapitre de Toul commande à Tristan de Hattonchâtel le dessin de la façade occidentale en se réservant le droit de la faire construire par l'architecte de son choix. En 1496, la construction du portail occidental de la cathédrale est complétée par le couronnement fleurdelisé des deux tours de style gothique flamboyant ; en 1497 sonnent les premières cloches dans la tour Nord.

##### Chapelles et aménagements intérieurs

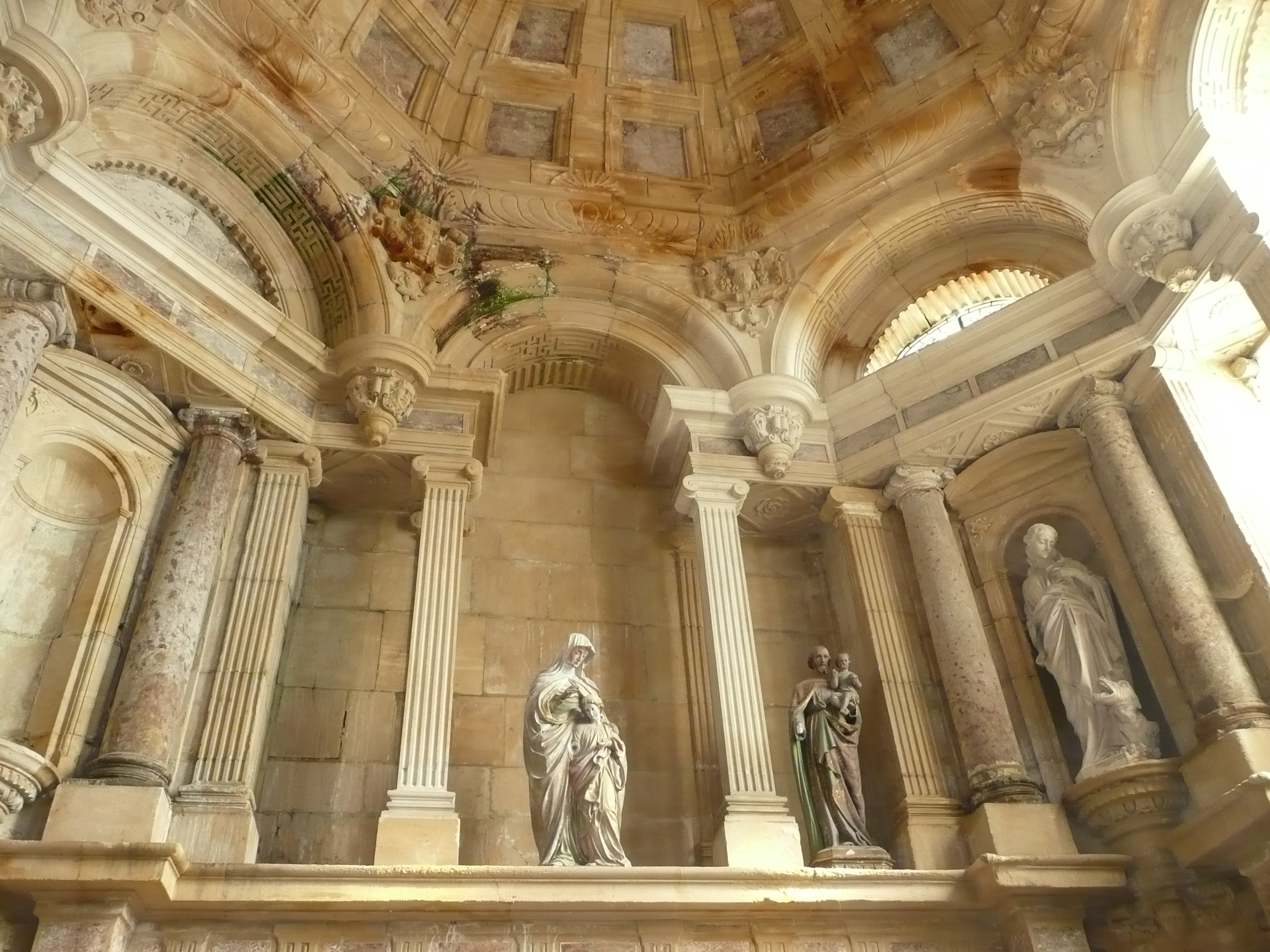
La chapelle Jean-Forget.

Entre la fin du XVe siècle et le début du XVIe siècle, l'autel des reliques est édifié dans le collatéral sud. De style composite, il combine avec harmonie le style gothique flamboyant et le style renaissant. Il est orné des armes des mécènes, Nicolas le Sane, chanoine de la cathédrale de Toul et archidiacre de Port, encadré par les armes des évêques de Toul et du blason du chapitre canonial de Toul. 1503 voit la réalisation par un certain I.V. (Jehan le Verrier ?) de la verrière du Couronnement de la Vierge, dans le croisillon nord du transept de la cathédrale. Il est orné des armes des mécènes, le blason de Nicolas le Sane, le blason du cardinal Raymond Perrauld, évêque de Gurk et administrateur apostolique du diocèse de Toul, le blason des évêques de Toul ainsi que le blason du chapitre canonial de Toul.

### Apports Renaissance et baroque

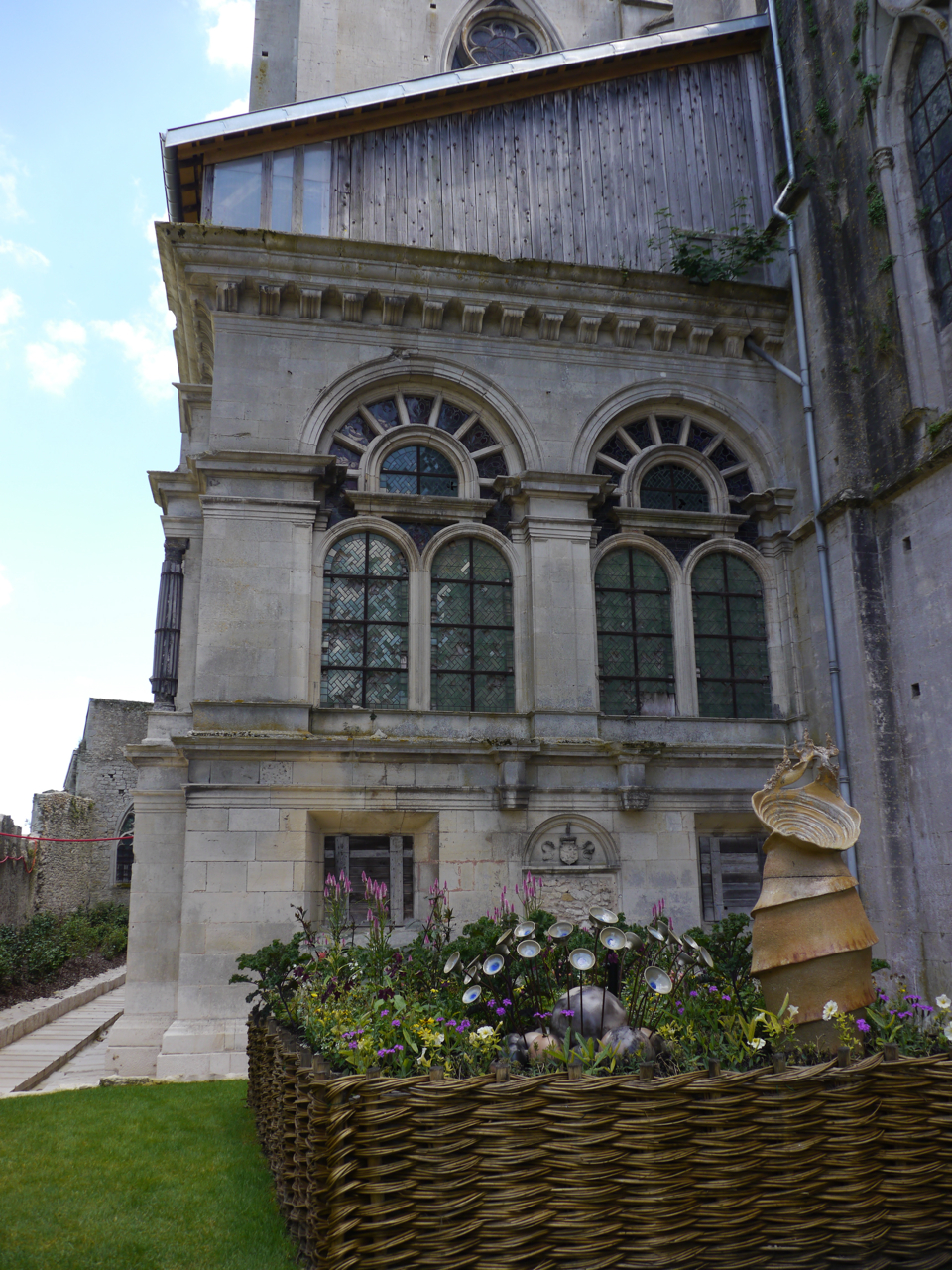
Chapelle des Évêques (édifiée après 1533).

À la Renaissance, la cathédrale se voit complétée par la construction du dôme dit « à la Boule d'Or », sur la toiture, à la croisée du transept. Vers 1530, la construction de deux clochers surmontant les tours du chevet est achevée. Avant 1533, l'évêque Hector d'Ailly (1524-1532) passe commande de la chapelle des Évêques, de style Renaissance, dans le collatéral nord de la nef ; sa voûte plate dallée a la plus grande portée jamais réalisée (8 mètres).
En 1534, le campanile, entre les deux tours du portail occidental de la cathédrale, est édifié dans le style Renaissance. Il comporte une colonnade, des chapiteaux corinthiens, des arcs en plein-cintre et un dôme. La cloche date de 1536. En 1537, sous l'épiscopat d'Antoine Pélegrin (1537-1542), la partie supérieure du grand meuble de sacristie est installée.
Avant 1549, le chantre Jean Forget passe commande de la chapelle de Tous-les-Saints dans le style Renaissance. Édifiée dans le collatéral sud de la nef de la cathédrale, la chapelle comporte un dôme surmonté d'un lanternon et utilise le procédé de la perspective en trompe-l'œil de Jean Pèlerin dit « le Viator », chanoine de la cathédrale.
En 1561  l'étage supérieur de la tour sud du chevet s’effondre. Les chanoines de la cathédrale font abattre l'étage supérieur de la tour nord du chevet par sécurité et pour une restauration symétrique selon la sensibilité du XVIe siècle font ajouter des toitures en bonnet-de-prêtre.

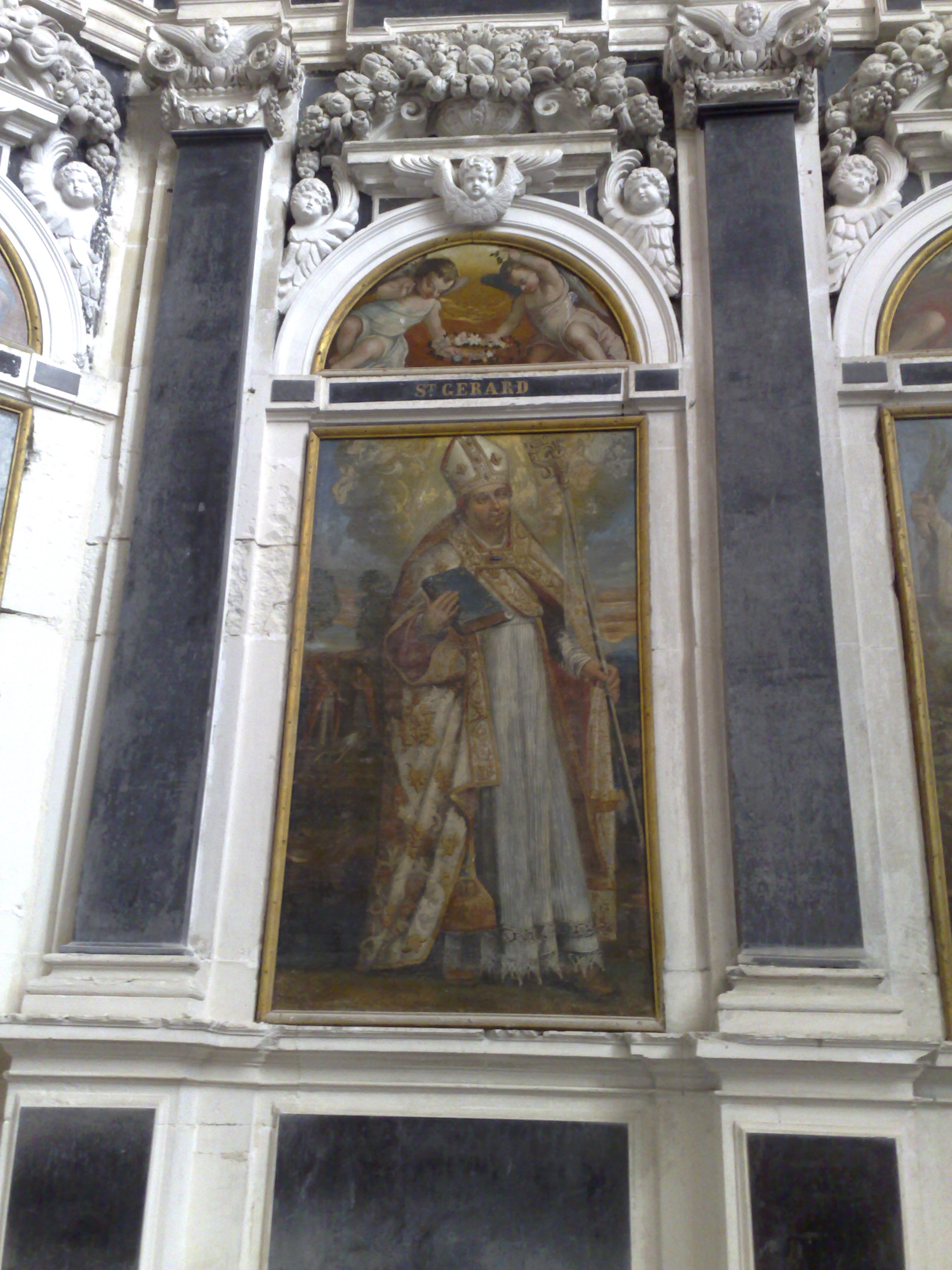
Fresque de saint Gérard de Toul.

Entre 1625 et 1725, l'abside est décorée de marbres et de tableaux représentant des saints : les saints patrons de la cathédrale, saint Étienne, saint Jean-Baptiste, saint Gérard de Toul ; des saints évêques de Toul, saint Mansuy, saint Amon, saint Gauzelin ; les Pères de l'Église, saint Ambroise, saint Grégoire, saint Jérôme, saint Augustin ; d'autres saints très vénérés dans le Toulois, universels, saint Joseph et sainte Ursule, ou plus locaux, saint Léon IX, sainte Aprône ; les saints Apôtres du Christ, saint Pierre et saint Paul. Certaines de ces peintures à l'huile sur toile seraient de Rémond Constant. Sept tableaux décorant le chœur sont attribués à Claude Charles et sont actuellement classés monument historique au titre d'objets. Tous ces panneaux peints étaient amovibles à l'origine et servaient de portes d'armoires où les reliquaires des saints correspondants étaient conservés. La Vierge Marie, « mère de Dieu » ou Théotokos, est sculptée dans l'albâtre, et sa statue se trouve sous la baie d'axe du chœur, derrière le maître-autel.

### Deux cathédrales pour un diocèse
En 1648, l'annexion définitive de l'évêché de Toul au royaume de France, est entérinée à la suite des traités de Westphalie qui mettent fin à la guerre de Trente Ans. Cette date marque le début d’une longue et lente décadence et mise à l'écart de Toul en tant que centre spirituel. En 1776, le diocèse de Toul qui recouvrait les trois-cinquièmes du duché de Lorraine est démembré pour créer ex nihilo les évêchés de Nancy et Saint-Dié.

En 1790, l'évêché de Toul qui existait depuis le IVe siècle est supprimé au profit de Nancy. Le XVIIIe siècle voit la construction de chapelles latérales, de la tribune d'orgues (1750). En janvier 1794, par arrêté municipal et à l'insistance de Paris, on supprime les statues qui garnissaient les niches des portails de la façade occidentale, du jubé, des stalles, et divers ornements dont les sculptures du cloître. Il est cependant possible de se donner une idée de la statuaire en allant admirer le portail de l'église Saint-Martin de Pont-à-Mousson, fortement inspiré du portail principal de la Cathédrale de Toul et dont la statuaire fut refaite après la Révolution.

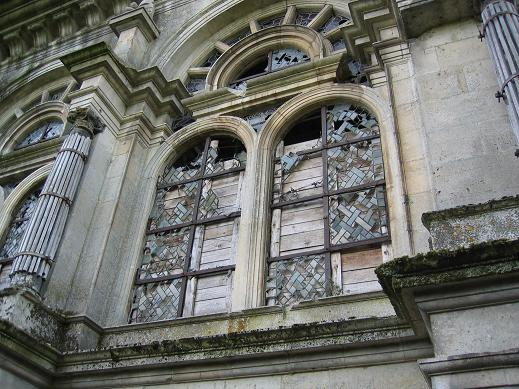
Chapelle des Évêques (état en 2005).

En 1824, l'évêché de Nancy devient l'évêché de Nancy-Toul. Les verrières du XIIIe siècle de l'abside du chœur sont déposées en 1836 en parallèle au réaménagement des absidioles de part et d'autre du chœur, sous les tours de chevet. En 1840, la cathédrale est classée sur la première liste des monuments historiques ; le cloître ne sera classé qu'en 1889. Casimir de Balthasar de Gachéo réalise, en 1863, la verrière de saint Étienne, dans le croisillon sud du transept de la cathédrale. En 1870, la façade occidentale (dont la verrière de la grande rosace du début du XVIe siècle) et le côté sont endommagés par les tirs prussiens. En 1874, Émile Boeswillwald, architecte en chef des monuments historiques, entreprend la restauration de la cathédrale. Son fils Paul Boeswillwald lui succède. Les verrières de l'abside du chœur de la cathédrale sont installées en 1874-1876.
Le mercredi 19 juin 1940, les Allemands sont proches de la ville sur laquelle leur artillerie envoie ses premiers obus. Le 20, la bataille s'engage et l'infanterie française oppose une vive résistance à la progression de l'ennemi. Les canons allemands ont pris pour cible la cathédrale Saint-Étienne dont la toiture, touchée par un obus de 210 prend feu. L'incendie embrase rapidement le reste de l'édifice. Des blocs de pierre tombent sur le parvis, des flammes immenses jaillissent de la grande rosace et des tours, le grand orgue, qui date du XVIIIe siècle, est complètement consumé. Le 21, les troupes françaises se retirent. Pendant trois jours le feu ravage le quartier Sud de la ville. Une couverture provisoire est mise en place pour mettre hors-d'eau et protéger les voûtes. La restauration réelle de la toiture à hauts combles fut tardive, ainsi cette installation provisoire dura plus de quarante ans !

### La restauration

#### Après l'incendie de 1940

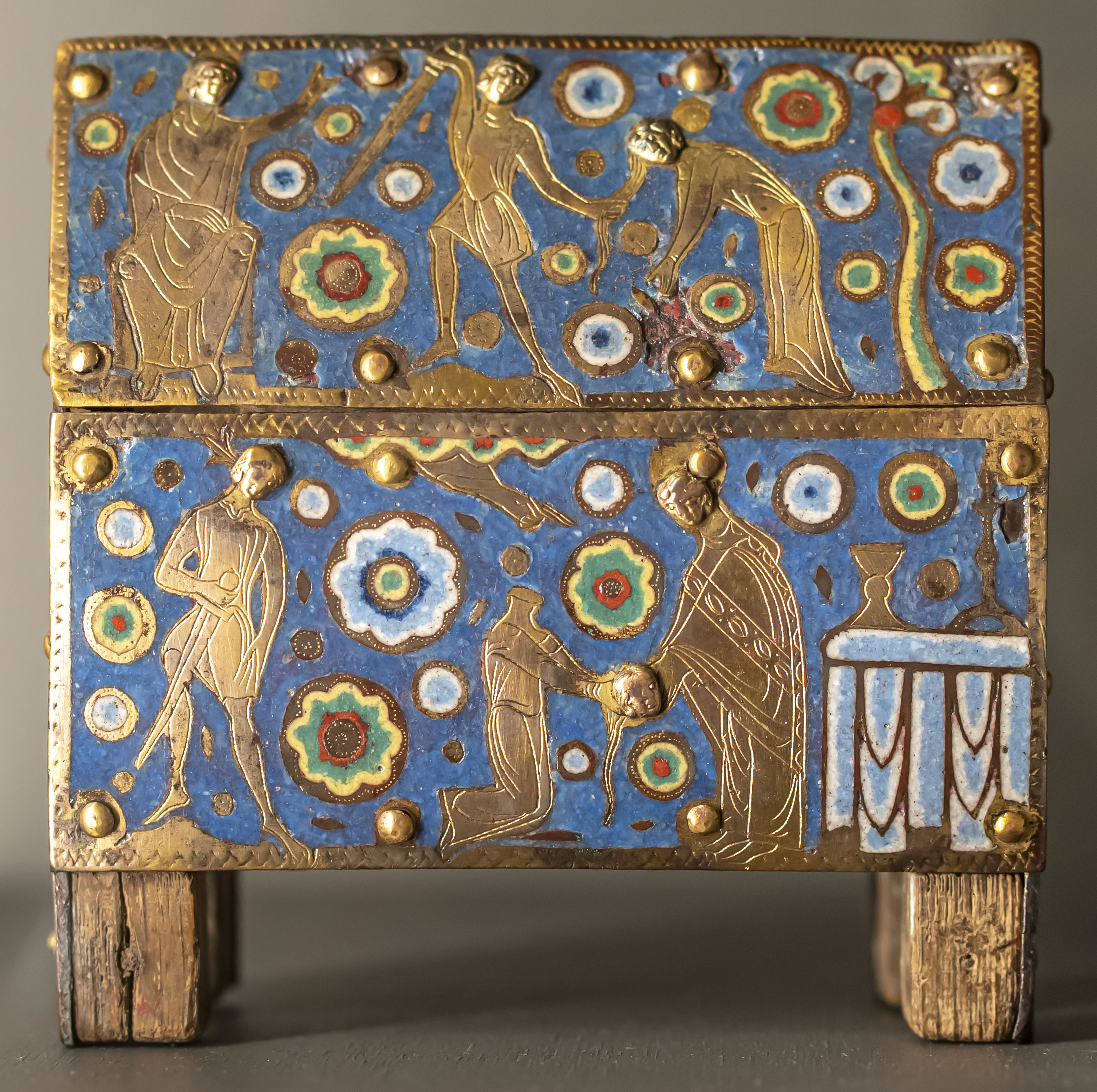
Châsse de Sainte-Valérie, Trésor de la cathédrale de Toul.

Après l'incendie de juin 1940, la cathédrale, dépourvue de couverture pendant plusieurs années, est soumise aux intempéries. Après guerre, sous la direction de Dominique Bortoluzzi, la tour sud, la rosace et la tribune d'orgue sont restaurées. Dès 1960, il est possible de songer au projet d'un nouvel orgue pour la cathédrale. Malheureusement, la toiture provisoire mise en place après la guerre donne rapidement des signes de faiblesse.

#### Rétablissement du haut-comble de la charpente (1981-1995)

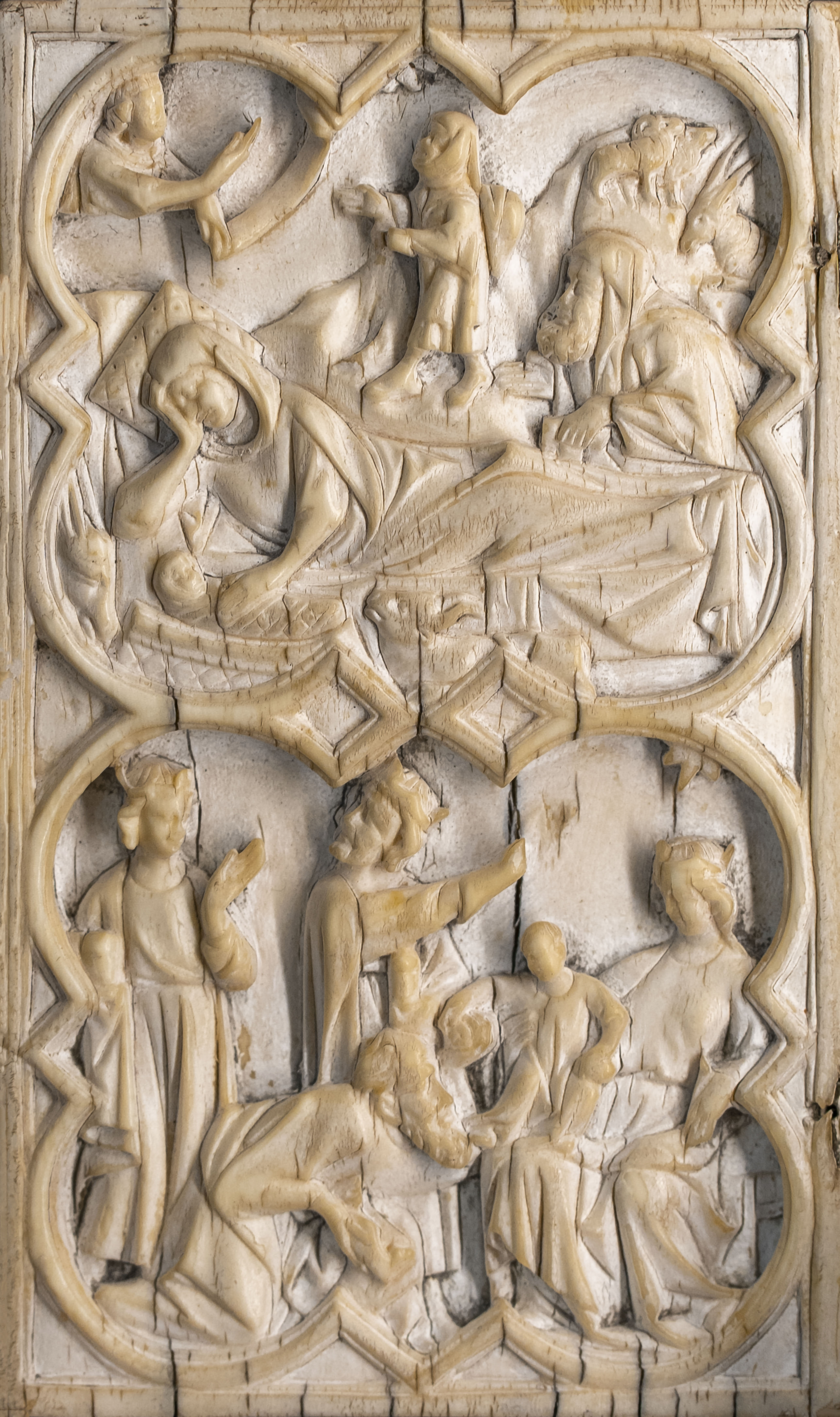
Ivoire du trésor de la cathédrale de Toul.

En 1978, les toitures de la cathédrale ne sont toujours pas restaurées et on doit même fermer l'édifice par mesure de sécurité. Le siège du diocèse de Nancy et de Toul ayant été transféré à Nancy en 1790, la cathédrale de Toul appartient à la commune, qui assume la lourde charge de restaurer l'intérieur de l'édifice.
C'est seulement à partir de 1981 que les toitures sont reconstruites en reprenant la géométrie d'avant 1940 (couverture en ardoises sur une haute charpente métallique). Cette restauration des parties extérieures de la cathédrale à l'exception de la façade occidentale s'achève en 1995.

#### Restauration de la polychromie intérieure et couvertures du cloître (2003-2017)
Suivent ensuite successivement la restauration partielle de la façade occidentale avec ses deux tours (2003), les travées de la nef principale y compris la polychromie de la nef principale et des clefs de voûte (2004-2005), ainsi que la riche polychromie du chœur et du transept (2006-2008), les toitures du cloître (2009-2010) recouvert partiellement depuis 60 ans par un toit provisoire en tôle ondulée, et la chapelle des Évêques (2017-202?).
Les bas-côtés attendent encore une future restauration qui sera consécutive à la restauration des toitures des collatéraux (2020).

#### Les 800 ans de la cathédrale
En 2021, la cathédrale fête dignement ses 800 ans et un programme culturel spécifique célébrera ce vaste édifice durant les années 2021 et 2022.
À l'occasion de ces célébrations est inaugurée une nouvelle salle du trésor désormais accessible au public.

## La cathédrale en chiffres
| Longueur totale hors œuvre (extérieure)                       | 100 m   |
| Longueur totale dans œuvre (du chœur jusqu'à la façade ouest) | 89,81 m |
| Largeur totale de la façade occidentale                       | 37 m    |
| Hauteur des tours de façade                                   | 62 m    |
| Longueur de la nef centrale (8 travées)                       | 52,58 m |
| Hauteur sous voûte de la nef                                  | 30 m    |
| Hauteur des bas-côtés                                         | 16,77 m |
| Longueur hors œuvre du transept                               | 57 m    |
| Longueur dans œuvre du transept                               | 47,78 m |
| Largeur du transept                                           | 16,45 m |

Autres chiffres remarquables :

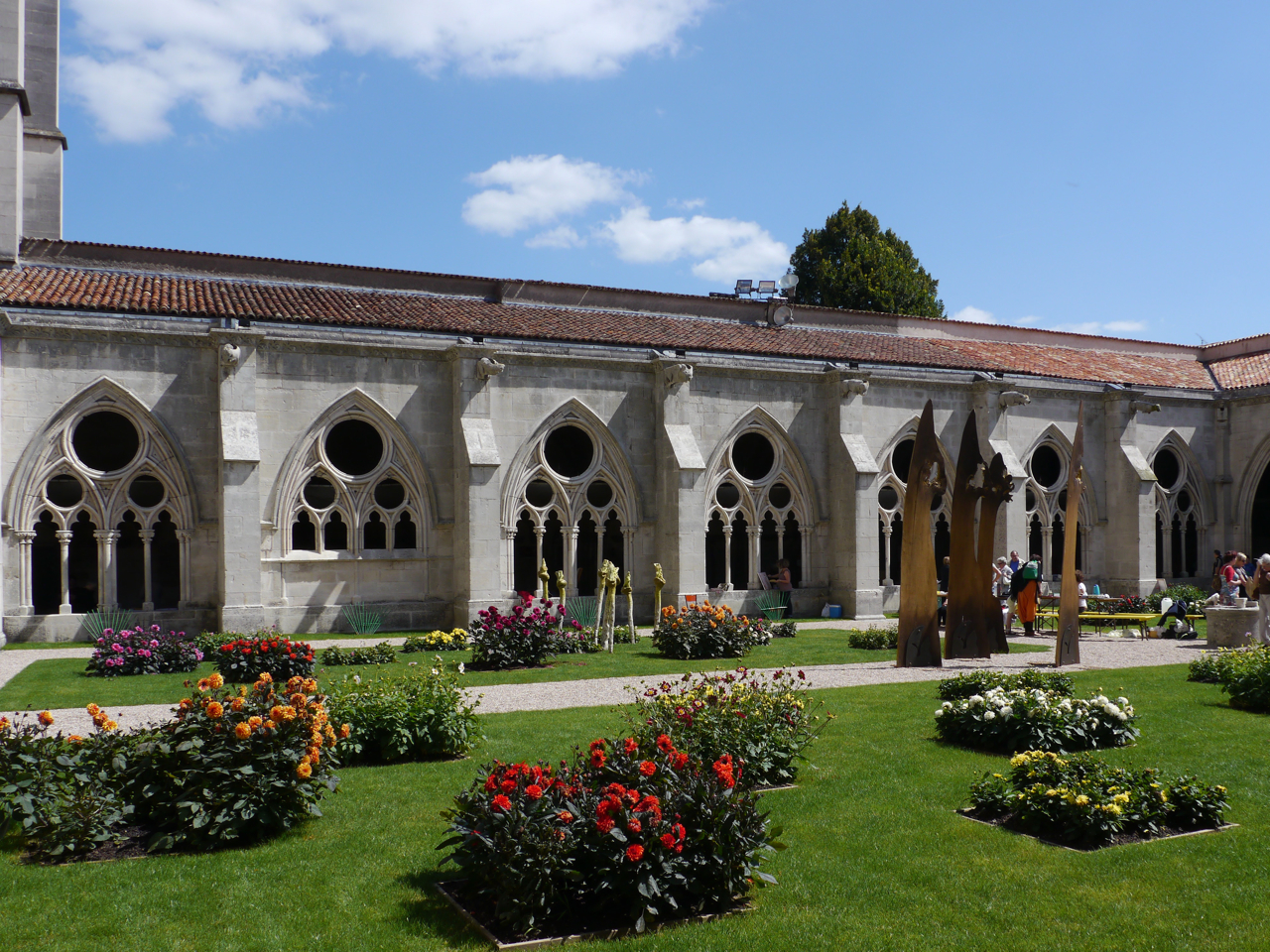
Galerie Est du cloître.

- Les tours culminent à 62 m, et les flèches, jamais réalisées auraient dû culminer à 90 m.
- La hauteur du chœur, surélevé, atteint 28,23 m tandis que la hauteur sous voûtes de la nef principale varie de 29,23 m sur la première travée jusqu'à 29,60 m (initialement 32 m avant la surélévation du sol du transept) ; la hauteur à la croisée du transept est de 29,40 m.
- Le transept, d'une grand luminosité est d'un volume remarquable (tant par sa largeur que par sa longueur) est édifié d'un seul tenant (sans colonnes ni collatéraux) .
- Le transept présente les plus grandes ouvertures gothiques d'un seul tenant de France (22 m de hauteur)
- Le cloître gothique est considéré comme l'un, voire le plus vaste de France (157 m linéaires répartis sur 3 galeries).

## Le cloître gothique
La construction du cloître a commencé vers 1240, d'abord par la galerie Est, dans un style gothique rayonnant, aux grandes baies ouvertes et très simples. L'évacuation de l'eau par les gargouilles s'effectue via des chéneaux, une avancée technologique très moderne pour l'époque et étudiée par Viollet-le-Duc. L'intégralité du cloître a été terminée avant la fin du XIIIe siècle. Au XIVe siècle, la salle du chapitre a été aménagée dans la galerie Nord du cloître, contre la nef de la cathédrale, et fermée par une vaste verrière gothique rayonnante donnant dans le jardin.
Il est considéré comme le deuxième plus grand cloître gothique de France, avec 65 mètres pour la galerie Est qui compte dix travées, de l’entrée extérieure du cloître jusqu'au portail communiquant avec l'intérieur de la cathédrale, avec 40 mètres pour la galerie Sud qui est percée de six baies, avec 52 mètres pour la galerie Ouest qui compte huit travées. Les cloîtres gothiques sont en général plus petits que les cloîtres romans, mais il pourrait s'agir ici d'un cas d'adaptation avec harmonie d'une élévation gothique innovante sur un plan de tradition romane. Ce cloître a été construit à la taille d'un des évêchés les plus grands de tout l'Occident chrétien, pendant tout le Moyen Âge, et à la taille d'un chapitre cathédral en conséquence.

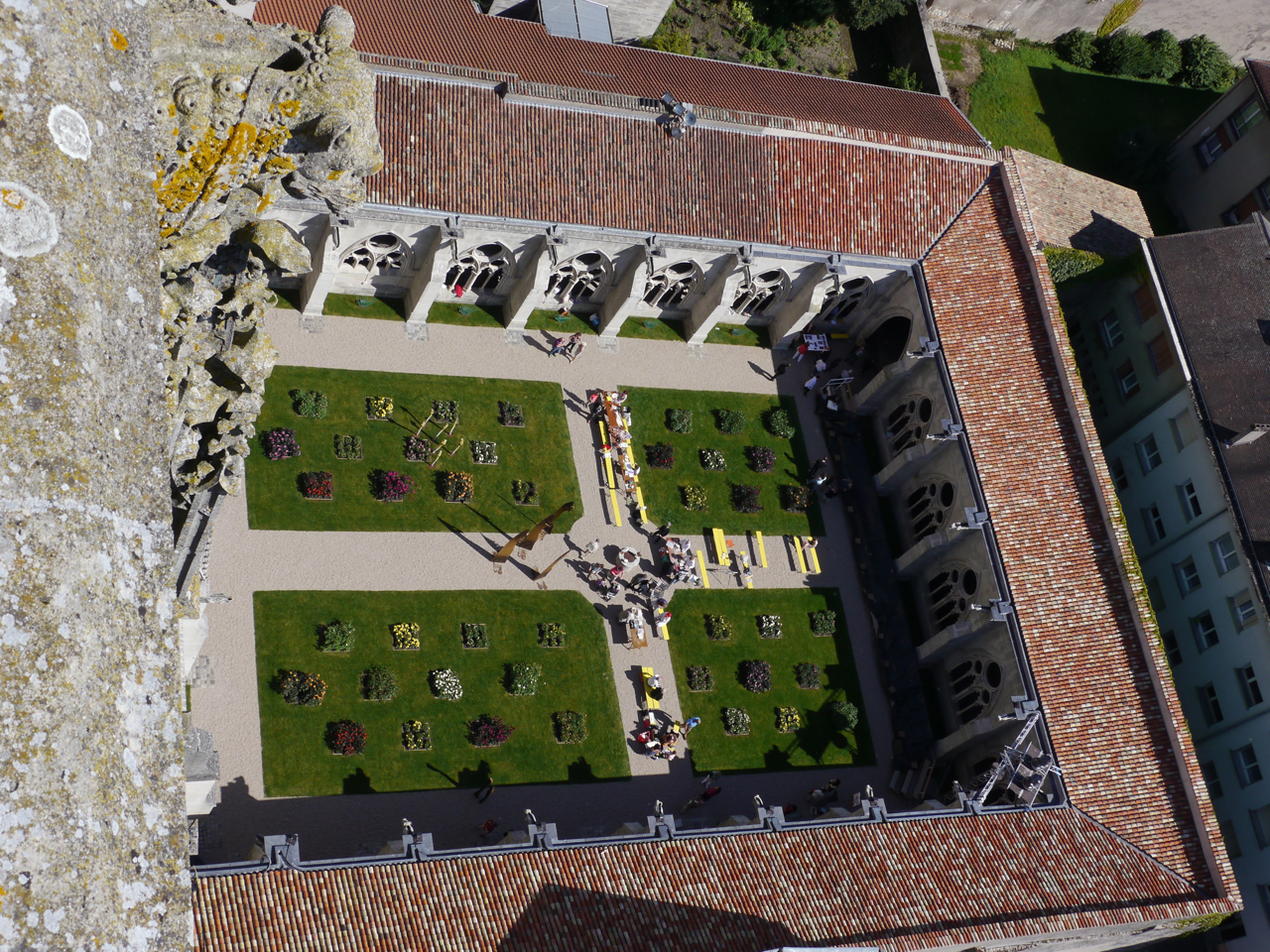
Le cloître de la cathédrale depuis la tour Sud.
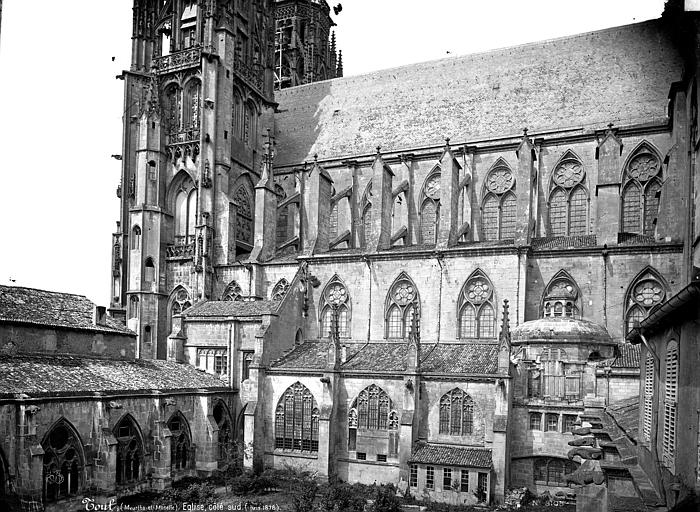
Cloître de la cathédrale Saint-Étienne. Photographie de Séraphin-Médéric Mieusement, 1878.
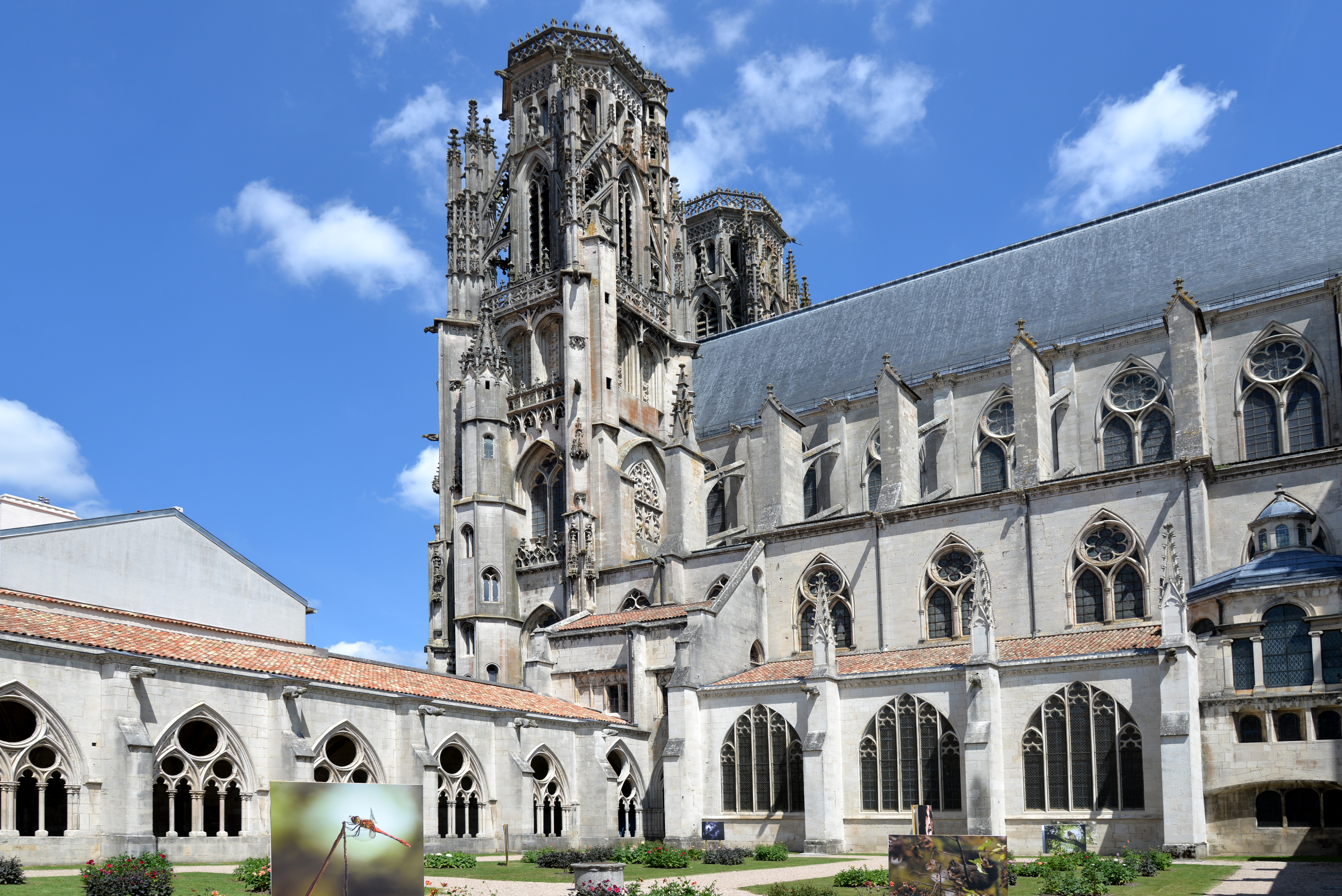
La cathédrale et le cloître.

## Les grandes orgues

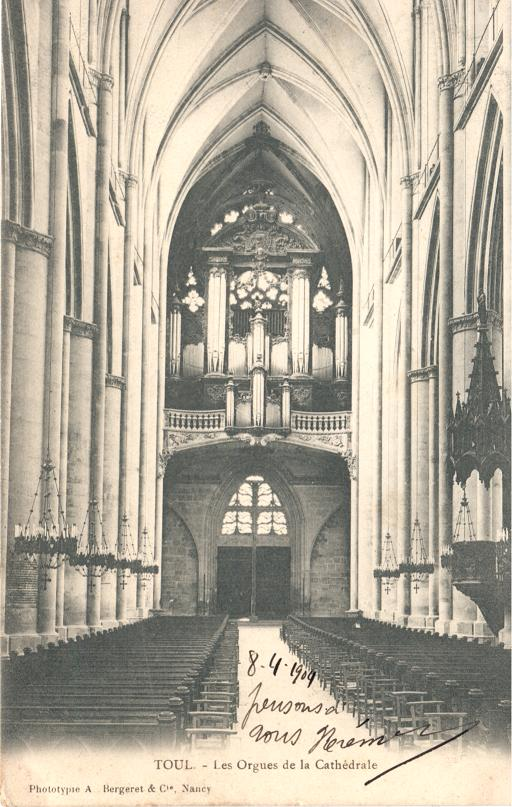
Grandes Orgues Dupont (1755).

La cathédrale disposait d'un orgue au moins depuis le XIVe siècle. Il connut plusieurs aménagements successifs. À partir de 1740, les chanoines de la cathédrale s'adressèrent à plusieurs facteurs en vue d’édifier un grand instrument sur la tribune, en remplacement du précédent, qui datait du XVIe siècle : François Thierry, Charles Cachet et Jean-André Silbermann furent ainsi sollicités. Ils confièrent finalement le marché en 1751 à Nicolas Dupont, qui construisait alors les orgues de l’église Saint-Jacques de Lunéville, et dont ils avaient pu apprécier sur place le travail. La réception des travaux eut lieu le 14 juillet 1755.
Les sculptures du buffet furent réalisées par Athanase Lacourt, de Toul. L'instrument avait quatre claviers et quarante et un jeu. Le premier titulaire fut Jean-Baptiste Nôtre (1732-1807), auteur d'un Livre d'orgue manuscrit.  Comme il l’avait écrit dans son devis rédigé en 1751 pour les chanoines, l’ambition de Nicolas Dupont avait été de doter la cathédrale d’un instrument « comparable avec le plus grand nombre des grandes orgues de France, dans lequel on trouvera les jeux pour jouer tous les couplets qui peuvent se faire selon le bon goût du temps, et pouvoir les diversifier pendant tout un office, sans être obligé de répéter deux fois les mêmes mélanges ».
L’instrument de Nicolas Dupont, plusieurs fois modifié par la suite, fut complètement détruit le 20 juin 1940 dans l’incendie de la cathédrale, et remplacé par un instrument de style néoclassique dû à Curt Schwenkedel, inauguré le 23 juin 1963 par Gaston Litaize.
La restauration et la modernisation de l'instrument Curt Schwenkedel - financée par la ville de Toul (propriétaire) pour 468 905 euros (en trois parties, le travail du facteur d'orgue, le travail bénévole du technicien conseil de la ville Pascal Vigneron, à Hauteur de 150 000 euros, chamade de 4 pieds comprise, et le travail des artisans de la ville)  - a été faite par le facteur d'orgues Kœnig, basé à Sarre-Union. Son inauguration et sa bénédiction eurent lieu le 12 juin 2016, en la présence de Jean-Louis Papin (évêque de Nancy-Toul), Jean-Pierre Grallet (archevêque de Strasbourg) et de Claude Schockert (évêque émérite de Belfort-Montbéliard). C'est à Olivier Latry, organiste titulaire de Notre-Dame de Paris, que reviendra l’honneur de donner le concert d’inauguration l'après-midi même.
Grandes Orgues de la cathédrale de Toul  Schwenkedel - Koenig
| Positif de dos   | Grand Orgue          | Récit expressif     | Pectoral           | Pédalier concave     |
| ---------------- | -------------------- | ------------------- | ------------------ | -------------------- |
| 1er clavier      | 2e clavier           | 3e clavier          | 4e clavier         | à l'allemande        |
| 56 notes         | 56 notes             | 56 notes            | 56 notes           | 32 notes             |
| Montre 8         | Montre 16            | Bourdon 16          | Bourdon en bois 8  | Principal 32         |
| Bourdon 8        | Montre 8             | Flûte à cheminée 8  | Flûte à cheminée 4 | Soubasse 32          |
| Prestant 4       | Bourdon conique 8    | Principal 8         | Principal 2        | Principal 16         |
| Flûte 4          | Flute 8              | Voix céleste 8      | Flûte 2            | Soubasse 16          |
| Nazard 2 2/3     | Prestant 4           | Octave 4            | Tierce 1 3/5       | Principal 8          |
| Doublette 2      | Flûte à cheminée 4   | Doublette 2         | Sifflet 1          | Flûte à fuseau 8     |
| Tierce 1 3/5     | Doublette 2          | Cornet 5 rgs        | Cymbale 3 rgs      | Principal 4          |
| Larigot 1 1/3    | Quarte 2             | Plein-jeu 4 - 5 rgs | Ranquette 16       | Flûte 4              |
| Fourniture 4 rgs | Flûte 1              | Carillon 3 rgs      | Trompette 8        | Bourdon 2            |
| Cymbale 3 rgs    | Sesquialtera 2 rgs   | Trompette 8         | Hautbois 8         | Rauschpfeiffe 3 rgs  |
| Trompette 8      | Fourniture 5 - 7 rgs | Clairon 4           |                    | Grosse mixture 5 rgs |
| Cromorne 8       | Cymbale 4 rgs        | Voix humaine 8      |                    | Posaune 32           |
| Clairon 4        | Bombarde 16          | Chamade 8 (du GO)   |                    | Bombarde 16          |
|                  | Trompette 8          | Chamade 4 (du GO)   |                    | Trompette 8          |
|                  | Clairon 4            |                     |                    | Douçaine 8           |
|                  | Chamade 8            |                     |                    | Clairon 4            |
|                  | Chamade 4            |                     |                    |                      |
|                  |                      |                     |                    |                      |

4 claviers manuels  56 notes
1 pédalier concave, à l'allemande  32 notes - / - Tirasses/Positif/GO/Récit/Pectoral
Tirage, des registres électrique et traction, des notes mécanique - / - Appels d'Anches/Récit/GO/Positif
Tuyaux (alliage, d'étain et de plomb) - / - Accouplements/Positif/GO/Récit/Pectoral
Combinateur Pietrique - Pédale (Expression Récit)
70 registres

## Le Festival Bach de Toul

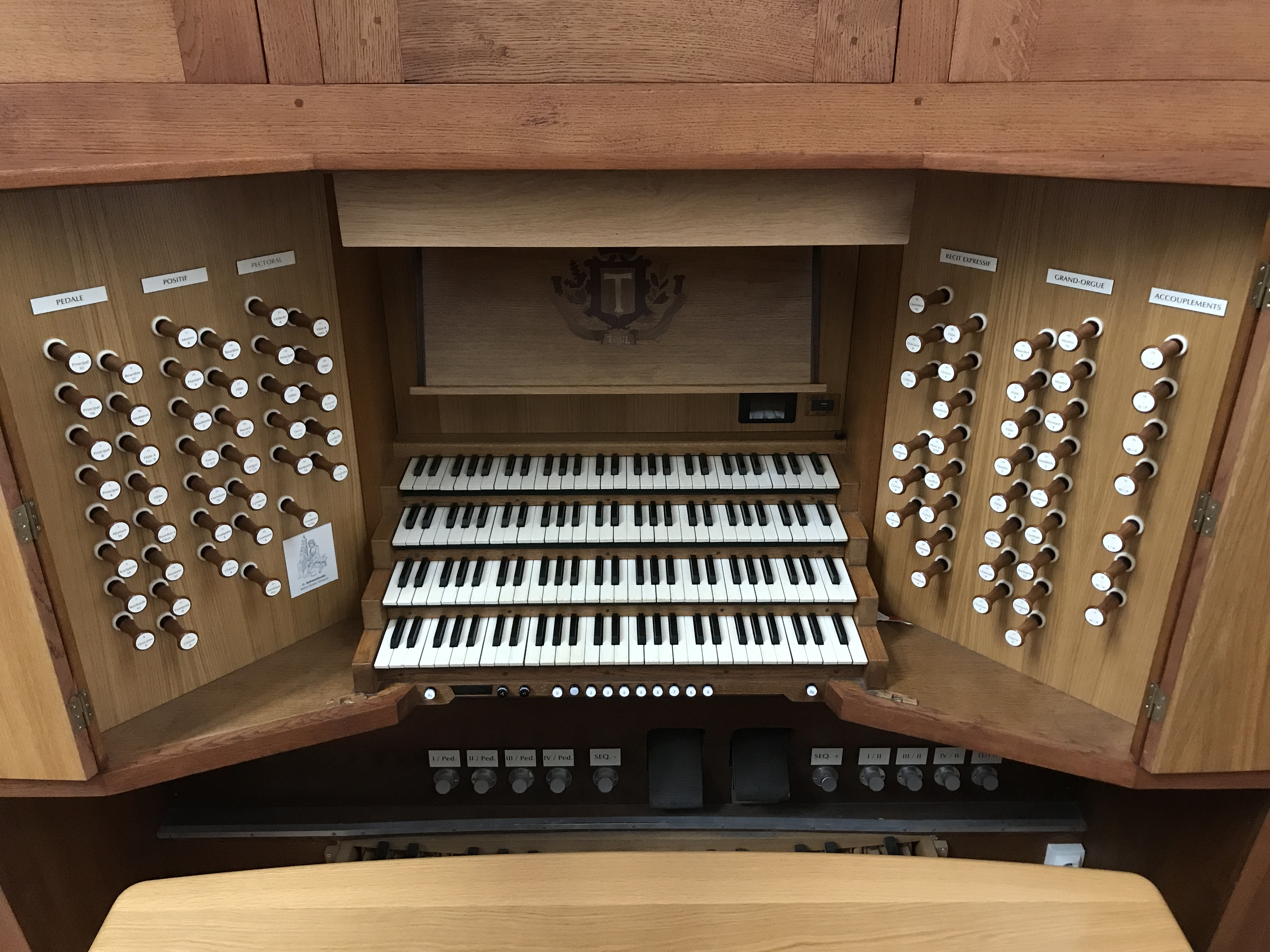
Console de l'orgue de la cathédrale de Toul.

Depuis, la commune organise le Festival Bach de Toul consacré à Johann Sebastian Bach. La première édition voit la participation de François-Henri Houbart, organiste de la Madeleine à Paris, Suzanne Ramon, lauréat du Conservatoire national supérieur de musique de Paris, Yeon-Ju Kim, du quatuor de saxophone Versax, de Pascal Vigneron, Christine Auger et de Karolos Zouganelis dans les variations Goldberg BWV 978. L'édition 2011 voit la participation de Pierre Méa, organiste de la cathédrale de Reims, Véréne Westphal, violoncelliste, Thierry Ospital, lauréat du Conservatoire national supérieur de musique de Paris, Manuel Roque Cardoso, pianiste, lauréat de l’École normale de musique de Paris, Le quatuor de clarinette Clarias, la mezzo soprano Anne Maugard, Le claveciniste Pieter-Jan Belder, le pianiste Dimitri Vassilakis. Le directeur artistique du Festival Bach de Toul est Pascal Vigneron. Les lieux des concerts sont la cathédrale Saint-Étienne, la collégiale Saint-Gengoult, le musée de Toul, la chapelle de l'hôpital Saint-Charles.

## Les vitraux

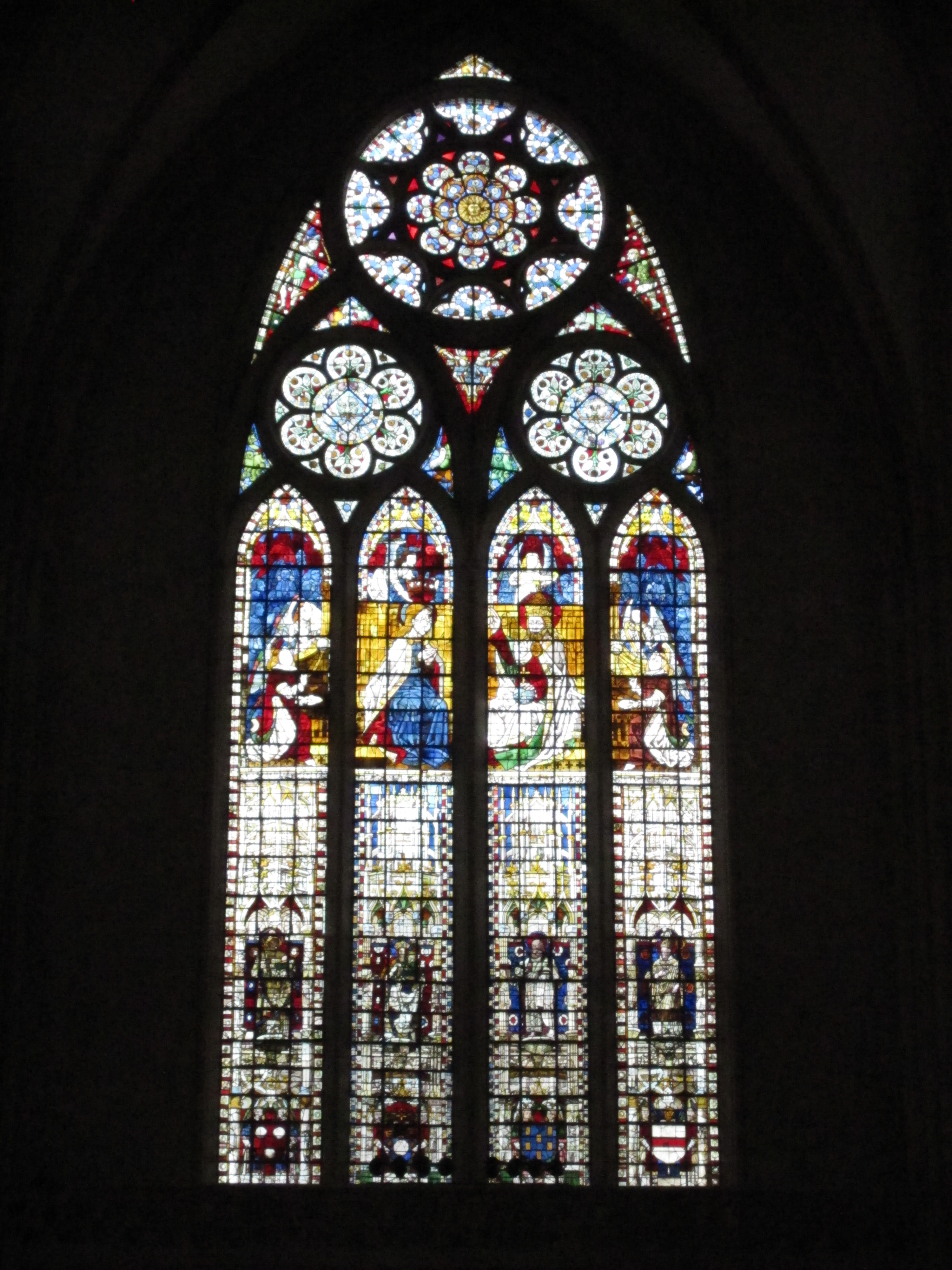
Vitrail du transept nord daté de 1503.

Riche de la tradition verrière et des vitrilliers lorrains, la cathédrale conserve des vitraux depuis son édification (XIIIe siècle) jusqu'aux créations du XIXe siècle.
Le chœur fut orné de vitraux commandés par l'évêque Roger de Mercy en 1235, ces vitraux représentent des scènes bibliques ou de la vie de saint et furent déplacés dans les absidioles attenantes au chœur au XIXe siècle à la suite de la conception de nouveaux vitraux par Casimir de Balthazar de Gachéo. Ce dernier composa de beaux vitraux pour habiller les trois fenêtres à doubles lancettes de 26 mètres de haut éclairant le chœur : dans un style historiciste, l'artiste présente 14 scènes de la vie du Christ dans la verrière centrale ; des scènes de l'Ancien Testament dans celle de gauche ; des épisodes clefs de la vie de l'Église dans cette de droite.
L'œuvre majeure de Balthazar de Gachéo est le grandiose vitrail du transept Sud posé en 1863. Cette vaste verrière habille la plus vaste ouverture gothique d'un seul tenant de France (28 m de haut - 216 m2). Le registre supérieur évoque l'invention des reliques de Saint-Étienne tandis que la partie inférieure représente quatre des plus célèbres évêques de Toul : le premier, saint Mansuy ; saint Epvre ; saint Gérard et saint Léon IX évêque puis Pape et les scènes de vies qui leur sont associées.
Le vitrail du transept Nord date du XVe siècle et représente une très beau couronnement de la Vierge, thématique intéressante puisqu'il rappelle notamment la double consécration de la cathédrale de Toul à Notre-Dame en plus de  saint Étienne. Ce vitrail de 1503 est signé I.V. pour Jean le Verrier et comme pour le transept Sud possède des proportions remarquables.
Les fenêtres hautes de la nef quant à elles présentent des grisailles aux liserés bleutés du XVe siècle.

## Gisants et plaques mortuaires
Outre les gisants de Mansuy de Toul, de Gérard et d'un autre évêque, il y a une grande quantité de gisants et de plaques mortuaires au sol de la cathédrale, quarante-trois sont classés. Il y en a aussi dans le cloître.

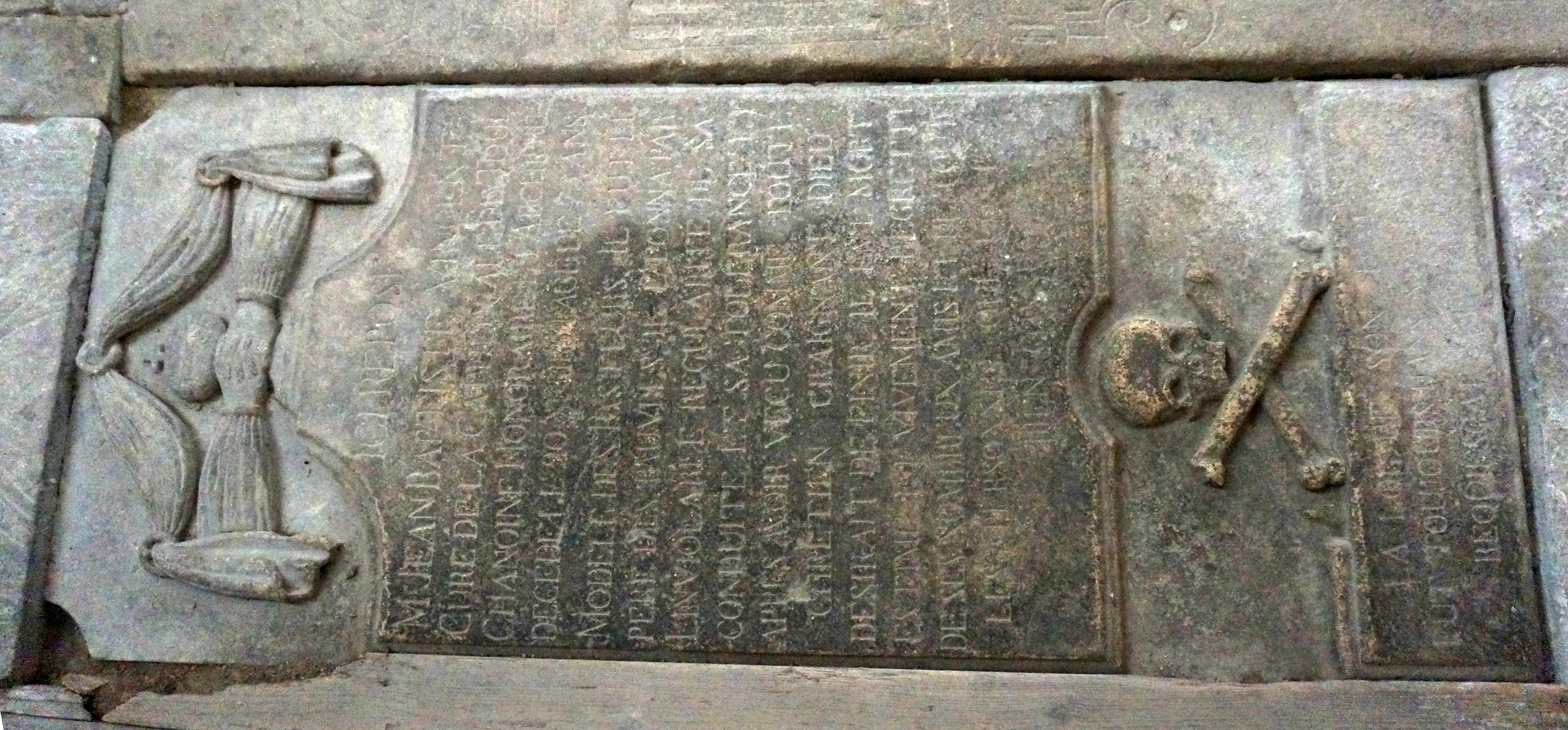
Un dans la cathédrale.
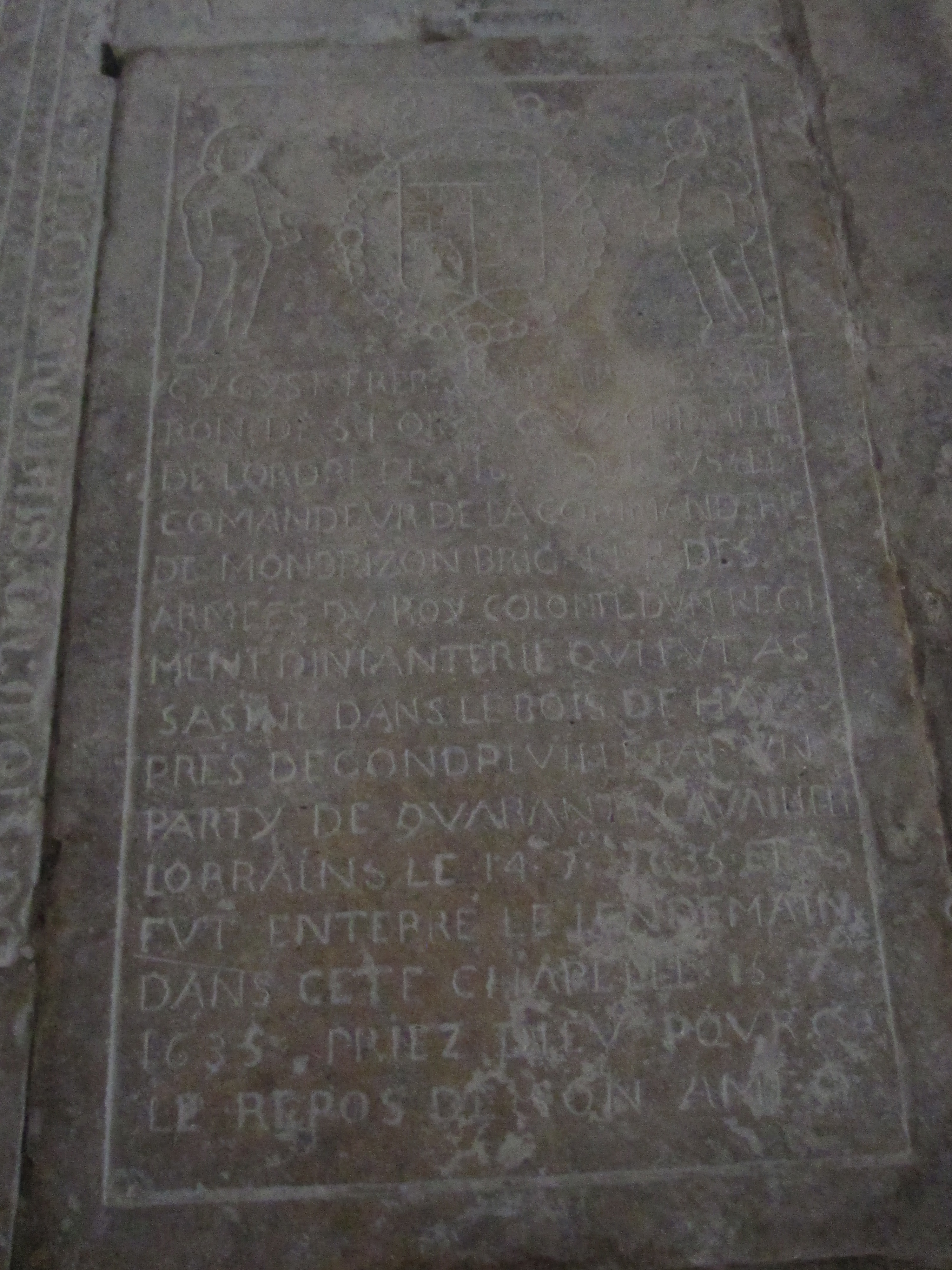
Un chevalier de Saint-Jean.
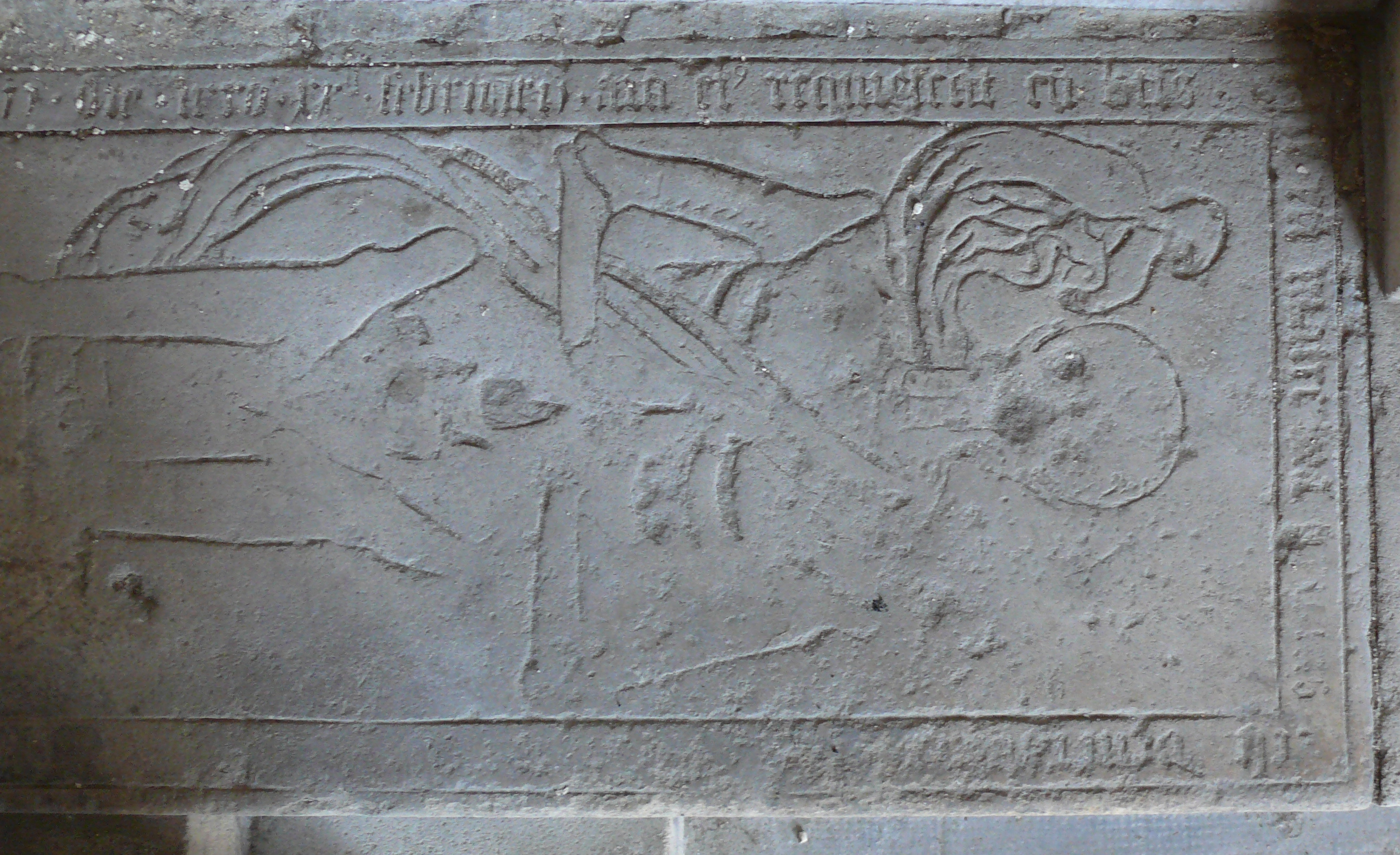
Dans le cloître.
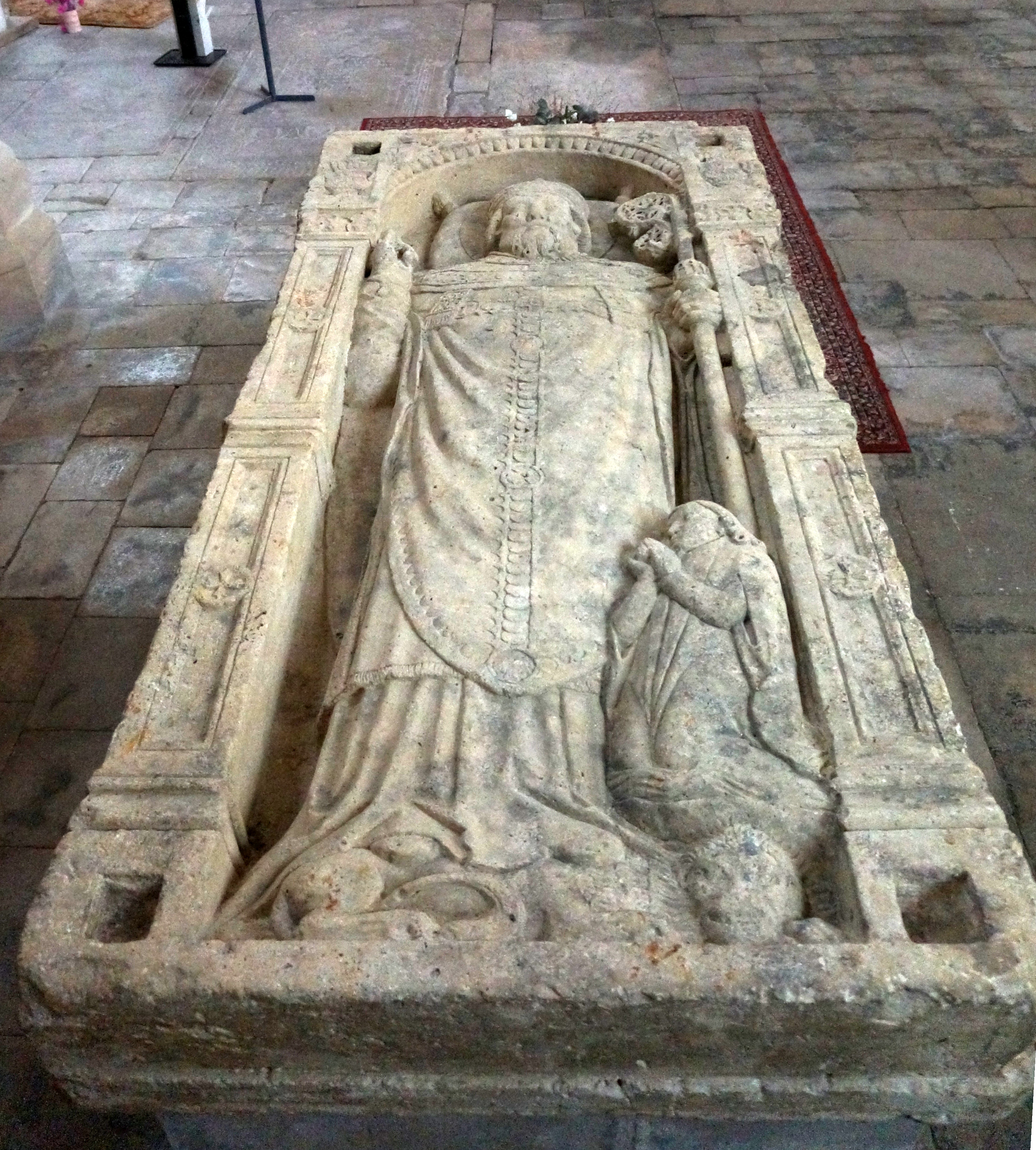
De l'évêque Mansuy.

## Les cloches

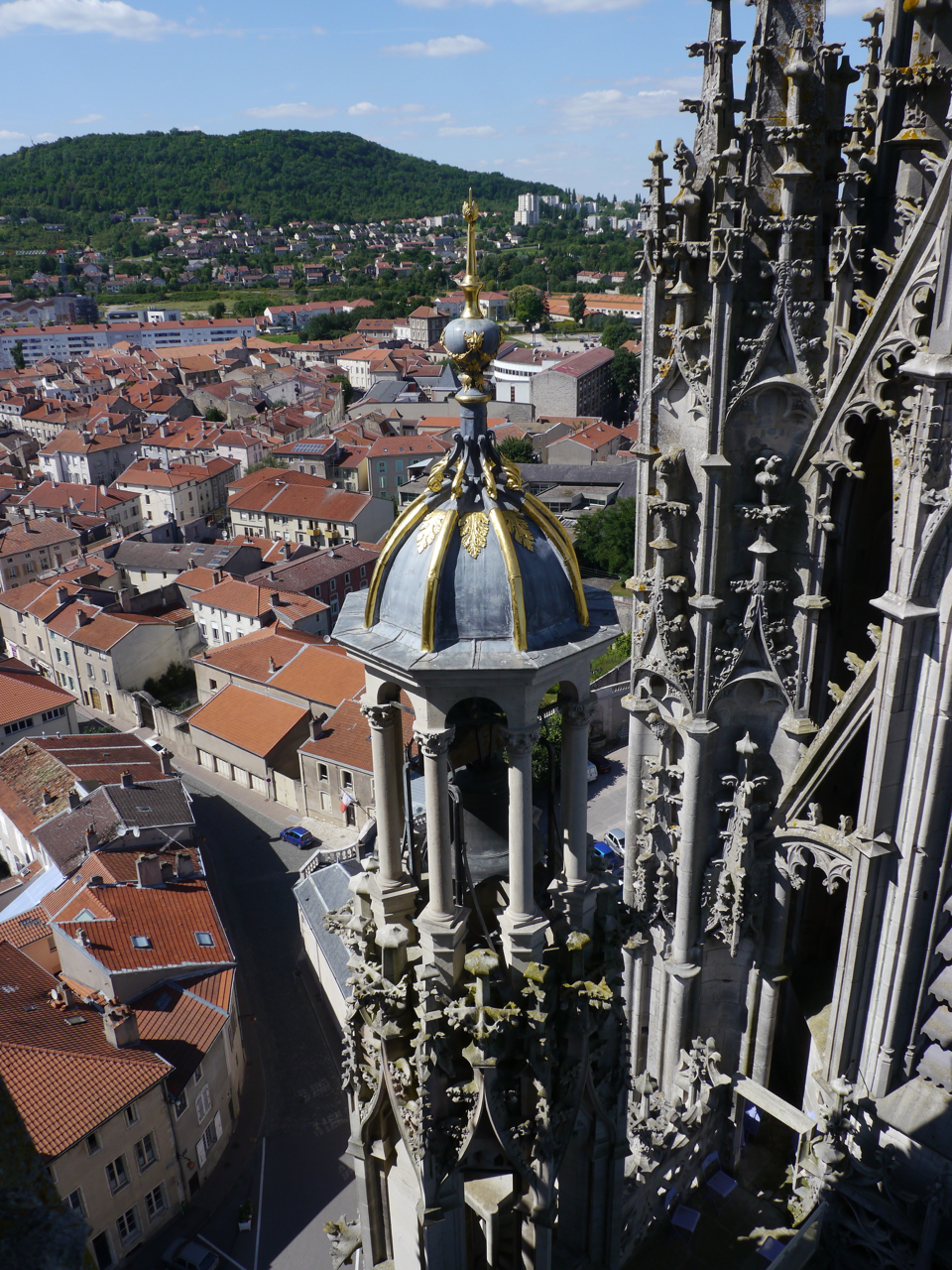
Clocheton Renaissance de la façade et sa cloche de 1536.

Si les archives nous indiquent que les premières cloches sonnèrent en 1497, probablement dans la tour sud-ouest, nous ne connaissons ni leurs dates de fontes ni leur nombre exact mais probablement quatre.
En 1534 étaient faites trois grosses cloches pour le campanile (14 000, 10 000 et 6 000 livres). La seconde fut refondue en 1634 par Nicolas de Lépine. Trois cloches furent refondues en 1767 par Ignace-Antoine Henriot pour obtenir les notes de fa, sol, la et si.
Une autre cloche fut également mise en place en 1536 dans le carillon situé dans le clocheton Renaissance de la façade. Sa fonction n'étant pas religieuse, elle fut conservée et sonne toujours les heures depuis son installation durant la Renaissance. Le beffroi de la tour nord-ouest n'a pas été modifié depuis son édification c'est ainsi l'un des plus anciens de France.
Au moment de la Révolution française, la cathédrale possédait donc 8 cloches sonnant l'octave complet, les quatre plus grosses dans la tour Saint-Gérard (gros clocher) et les autres dans la tour Saint-Étienne.
Destinées à rythmer la vie du clergé, elles furent presque toutes envoyées à Metz pour y être fondues durant la Révolution française. Une cloche par beffroi fut cependant conservée, elles furent refondues en 1820 pour en faire quatre nouvelles cloches, elles disparurent toutes durant l'incendie de la tour sud-ouest en juin 1940.
En 1961 furent fondues cinq cloches par la fonderie Causard à Colmar :
- Marie-au-pied-d'Argent, 457 kg sonne un la,
- Jeanne-d'Arc, 647 kg, sonne un sol,
- Mansuy, 955 kg sonne un fa,
- Étienne, 1 527 kg sonne un ré,
- Léon - le bourdon du nom du pape Léon IX - 1,93 m de diamètre pour 4 884 kg sonne le la du diapason.

En 2023 la sonnerie a été complété par autres trois cloches  coulées par la Fonderie italienne Capanni de Castelnovo né Monti de Reggio Emilia, dont :
- Saint Gerard, diamètre 136 cm, 2100 kg, sonne le Do3,
- Saint Evre, diamètre  92 cm, 457 kg , sonne le  Sib3,
- Saint Aprone, diamètre  83 cm, 350 kg, sonne le Do4.

### Sources et bibliographie

#### Sur l'édifice
Par ordre chronologique de parution :
- Dom Augustin Calmet, « Cathédrale de Toul. Plan, élévation », dans Histoire ecclésiastique et civile de Lorraine, qui comprend ce qui s'est passé de plus mémorable dans l' archevêché de Trèves, et dans les évêchés de Metz, Toul et Verdun, depuis l'entrée de Jules César dans les Gaules jusqu'à la mort de Charles V, duc de Lorraine, arrivée en 1690, chez Jean-Baptiste Cusson, Nancy, tome 3, 1728, planches VIII et IX (lire en ligne)
- Abbé Guillaume, « La cathédrale de Toul », dans Mémoires de la Société d'archéologie lorraine, 1863, p. 91-284 (lire en ligne)
- G. Clanché, « Les deux chapelles Renaissance de la cathédrale de Toul », dans Revue lorraine illustrée, 1913, p. 9-24 (lire en ligne)
- Jacques Choux, La cathédrale de Toul avant le XIIIe siècle, Annales de l'Est, no 6, 1955, p. 32-47, 99-143.
- Jean Vallery-Radot, Toul. Cathédrale, Congrès archéologique de France. 96e session. Nancy et Verdun. 1933, Société française d'archéologie, Paris, 1934, p. 229-257
- Alain Villes, « La cathédrale de Toul, sa place dans l'histoire de l'architecture gothique », dans Le Pays lorrain, 1971, no 1, p. 33-44 (lire en ligne) (compte-rendu par Peter Kurmann, dans Bulletin Monumental, 1971, tome 129, no 4, p. 278-279)
- Alain Villes, « Les campagnes de construction de la cathédrale de Toul. Première partie. Les campagnes du XIIIe siècle », dans Bulletin Monumental, 1972, tome  130, no 3, p. 179-189 (lire en ligne)
- Alain Villes, « Les campagnes de construction de la cathédrale de Toul. Deuxième partie. La campagne du XIVe siècle », dans Bulletin Monumental, 1975, tome  133, no 3, p. 233-243 (lire en ligne)
- Alain Villes, La Cathédrale de Toul, Histoire et Architecture, Éditions "Le Pélican", avril 1983, 252 p.
- Marie-Claire Burnand, La Lorraine gothique, Picard éditeur (collection Les monuments de la France gothique), Paris, 1989, p. 310-321,  (ISBN 2-7084-0385-0)
- Alde Harmand, « Une restauration à la cathédrale de Toul au milieu du XIXe siècle », dans Études touloises, no 107, 2003, p. 3-11 (lire en ligne)
- Jean-Louis Jolin, Toul, la Collégiale Saint-Gengoult, la Cathédrale Saint-Étienne, Nancy, éditions Serpenoise, août 2004, 108 p. (ISBN 2-87692-617-2)
- Hubert Collin, « Toul, cathédrale Saint-Étienne », dans Congrès archéologique de France. 164e session. Nancy et Lorraine méridionale. 2006, Société française d'archéologie, Paris, 2008, p. 207-235,  (ISBN 978-2-901837-32-9)
- Pierre-Yves Caillault, « Toul, la polychromie intérieure de la cathédrale », dans Congrès archéologique de France. 164e session. Nancy et Lorraine méridionale. 2006, Société française d'archéologie, Paris, 2008, p. 237-239,  (ISBN 978-2-901837-32-9)
- Alain Villes, « La cathédrale Saint-Étienne de Toul. 1- Aspects historiques et archéologiques », dans Études touloises, no 163, 2018, p. 5-25 (lire en ligne)
- Michel Hachet, « Destructions et restaurations de la cathédrale de Toul. Constat et état des lieux en 1994 », dans Études Touloises, 2018, no 163, p. 26-31 (lire en ligne)

#### Sur les orgues
- Gustave Clanché, La Musique, le chœur, le bas-chœur de la cathédrale de Toul (documents historiques), Toul, 1936.
- Olivier Douchain, « Quinze années d’histoire de l’orgue à la cathédrale de Toul (1744-1755) », Annales de l’Est, 1971, p. 157-205 ; du même auteur, « Les organistes laïques du diocèse de Toul aux XVIIe et XVIIIe siècles », Recherches sur la musique française classique, t. 20, 1981, p. 77-181, t. 21, 1983, p. 43-117 et t. 22, 1984, p. 164‑218
- « Les grandes orgues de la cathédrale restaurées », dans Études touloises, no 40, 1986, p. 3-5 (lire en ligne)
- Orgues de Lorraine : Meurthe-et-Moselle, dir. Christian Lutz et René Depoutot, Metz, 1990, p. 410‑420.
- Jean-Luc Gester et Damien Vaisse, « Jean-Baptiste Nôtre, organiste de Toul, et son Livre d’orgue », Études touloises, no 109, 2004, p. 29-39 ; article republié avec quelques compléments dans La Tribune de l'orgue. Revue suisse romande, t. 57/1, 2005, p. 10-23.
- Pascal Vigneron, « Une seconde vie pour le Grand Orgue de Saint-Étienne », dans Études touloises, no 160, 2016, p. 3-10 (lire en ligne)
- Pascal Vigneron, « L'orgue de Curt Schwenkedel , 1963 », dans Études touloises, no 156, 2016, p. 11-12 (lire en ligne)

#### Sur les vitraux
- Michel Hérold, « Un vitrail d'Hermann de Munster à la cathédrale de Toul », dans Le Pays lorrain, 66e année, 1985, p. 34-39 (lire en ligne)
- Michel Hérold, « Les vitraux de la cathédrale de Toul », dans Congrès archéologique de France. 149e session. Les Trois-Évêchés et l'ancien duché de Bar. 1991, p. 363-374, Société française d'archéologie, Paris, 1995
- Alde Harmand, « Un vitrail à la rose ouest de la cathédrale de Toul », dans Études touloises, no 100, 2001, p. 3-5 (lire en ligne)
- Michel Marchand, « Balthazar de Gachéo et le vitrail de Saint-Étienne au transept de la cathédrale de Toul », dans Études touloise, no 156, 2016, p. 13-19 (lire en ligne)

#### Sur les cloches
- Thibaut Laplace, « Toul sonnante : panorama du patrimoine campanaire de Toul », dans Études touloises, no 160, 2017, no 3-16 (lire en ligne)

#### Sur le chapitre de la cathédrale
- Jean-Paul Aubé, « Les chanoines de la cathédrale de Toul », à la veille de la Révolution. Des hommes de leur temps, dans Études touloises, 2017, no 162, p. 19-25 (lire en ligne)

#### Autres
- Michel Hachet, « Le mausolée de saint Mansuy à la Cathédrale de Toul : fin d’une pérégrination », dans Études touloises, 2013, no 146, p. 3-7 (lire en ligne)

### Discographie
- Paraphrases sur Les Jours de l'Apocalypse d'après les poèmes d'Armel Guerne. Pascal Vigneron, aux grandes orgues Curt Schwenkedel de la cathédrale de Toul ; Marie-Christine Barrault, récitante.
- Johann Sebatian Bach, les Variations Goldberg, premier enregistrement critique avec les trois instruments à claviers - Pascal Vigneron, aux Grandes Orgues Curt Schwenkedel de la Cathédrale de Toul, Dimitri Vassilakis, piano et  Christine Auger, clavecin.
- Jean-Baptiste Nôtre 1738-1807, Le Livre d'orgue - premier enregistrement mondial - Pascal Vigneron, aux Grandes Orgues Curt Schwenkedel de la cathédrale de Toul, et de l'orgue historique de Domgermain
- Johann Sebatian Bach, Partitas pour clavier, Pascal Vigneron, aux Grandes Orgues Curt Schwenkedel de la cathédrale de Toul
- Les orgues de Meurthe et Moselle, Volume I, Pascal Vigneron, aux orgues de la cathédrale de Toul, de la collégiale Saint-Gengoult, des églises de Domgermain, Vezelize, Colombey-les-belles, Lucey, Foug, Villey-Saint-Étienne